# Energia solar fotovoltaica

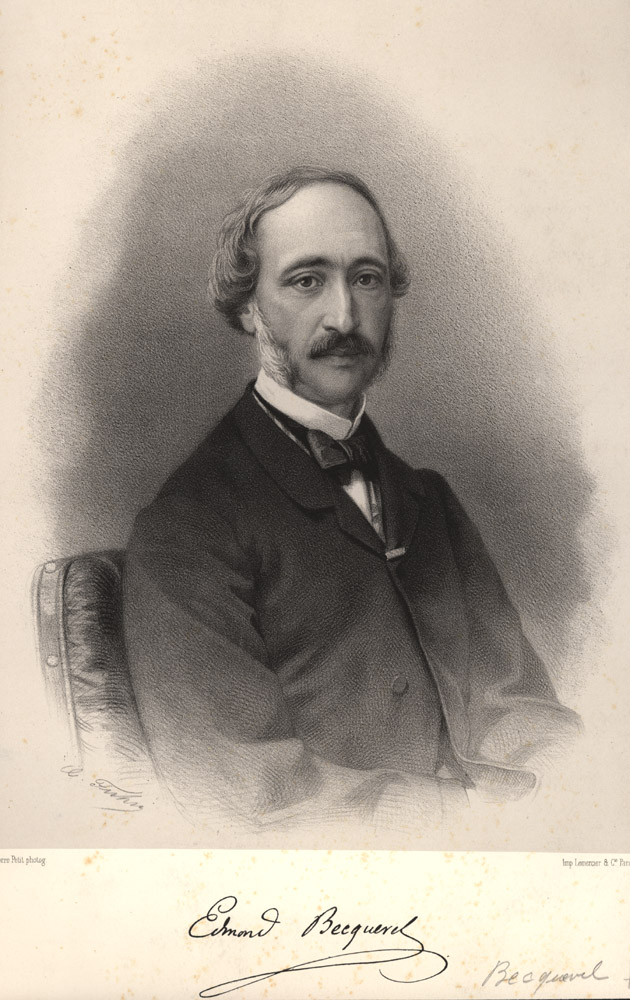
O físico francês Alexandre-Edmond Becquerel foi o descobridor do efeito fotovoltaico em 1839, fundamental para o desenvolvimento das células fotoelétricas.

A energia solar fotovoltaica é a energia obtida através da conversão direta da luz em eletricidade por meio do efeito fotovoltaico. A célula fotovoltaica, um dispositivo fabricado com material semicondutor, é a unidade fundamental desse processo de conversão.
Este tipo de energia usa-se para alimentar uma grande variedade de aplicativos e aparelhos autónomos, para abastecer refúgios ou moradias isoladas da rede elétrica e para produzir eletricidade a grande escala através de redes de distribuição. Devido à crescente demanda de energias renováveis, a fabricação de células solares e instalações fotovoltaicas tem avançado consideravelmente nos últimos anos.
Entre os anos 2001 e 2015 produziu-se um crescimento exponencial da produção de energia fotovoltaica, dobrando-se aproximadamente a cada dois anos. A potência total fotovoltaica instalada no mundo (conectada à rede) ascendia a 16 GWp em 2008, 40 GWp em 2010, 100 GWp em 2012 e 140 GWp em 2013. No final de 2014, tinham-se instalado em todo mundo cerca de 180 GWp de potência fotovoltaica.
Graças a este crescimento, e a constante sofisticação e a economia de escala, o custo da energia solar fotovoltaica baixou gradualmente desde o inicio do seu desenvolvimento, aumentando a eficiência, e conseguindo que o seu custo médio de geração elétrica seja já competitivo com as fontes de energia convencionais num crescente número de regiões geográficas, atingindo a paridade de rede. A energia solar fotovoltaica converteu-se na terceira fonte de energia renovável mais importante em termos de capacidade instalada a nível global, após as hidroelétricas e eólicas, e supõe já uma fracção significativa do mix elétrico na União Europeia, cobrindo em media os 3,5 % da procura de eletricidade e atingindo os 7 % nos períodos de maior produção. Em alguns países, como a Alemanha, Itália ou Espanha, atinge máximos superiores a 10 %, do mesmo modo que no Japão ou em alguns estados soalheiros dos Estados Unidos, como a Califórnia. A produção anual de energia elétrica gerada mediante esta fonte de energia a nível mundial equivalia em 2015 a cerca de 184 TWh, suficiente para abastecer as necessidades energéticas de milhões de lares e cobrindo aproximadamente um 1 % da demanda mundial de eletricidade.

## História

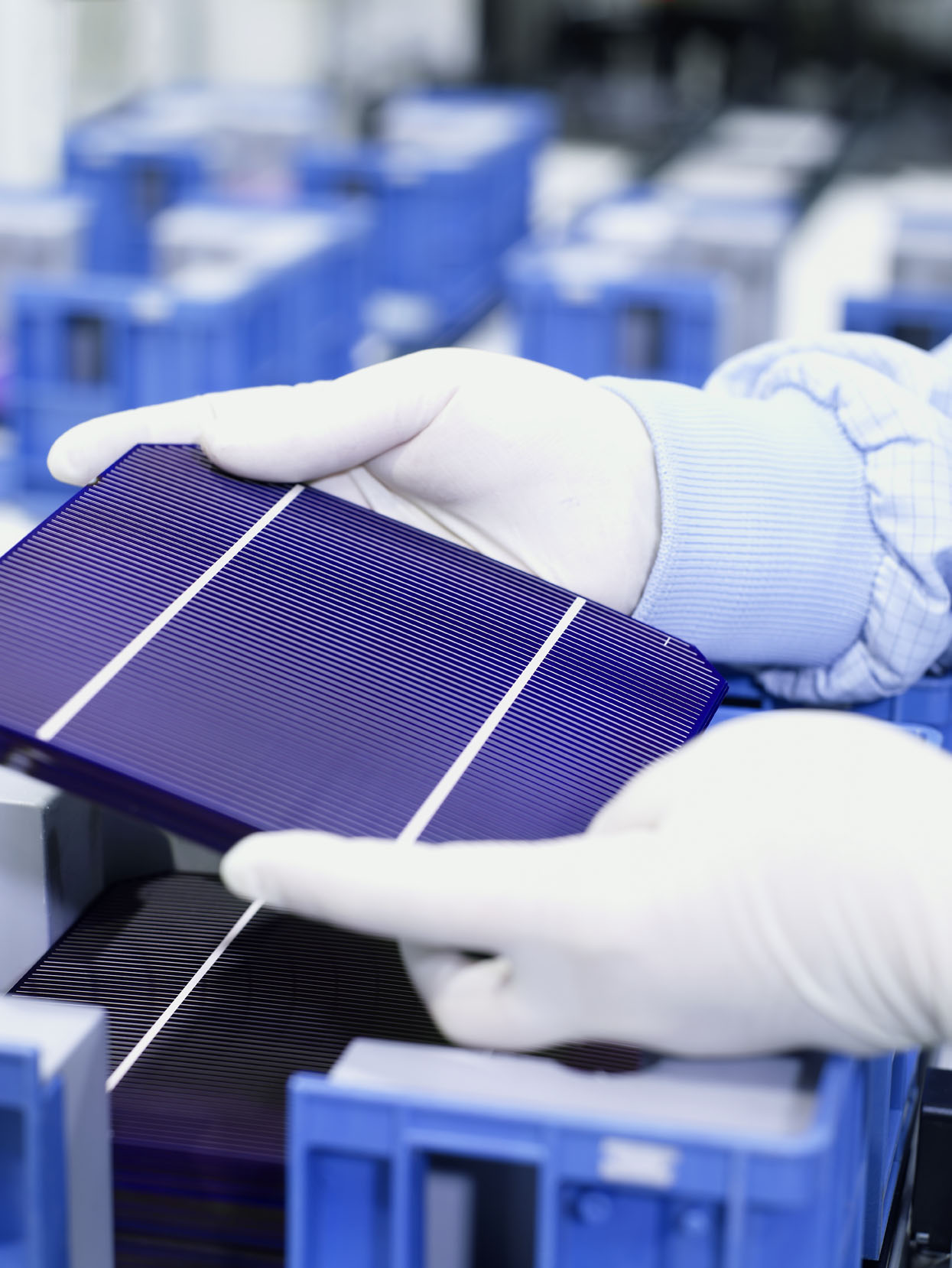
Célula solar mono-cristalina durante a sua fabricação.

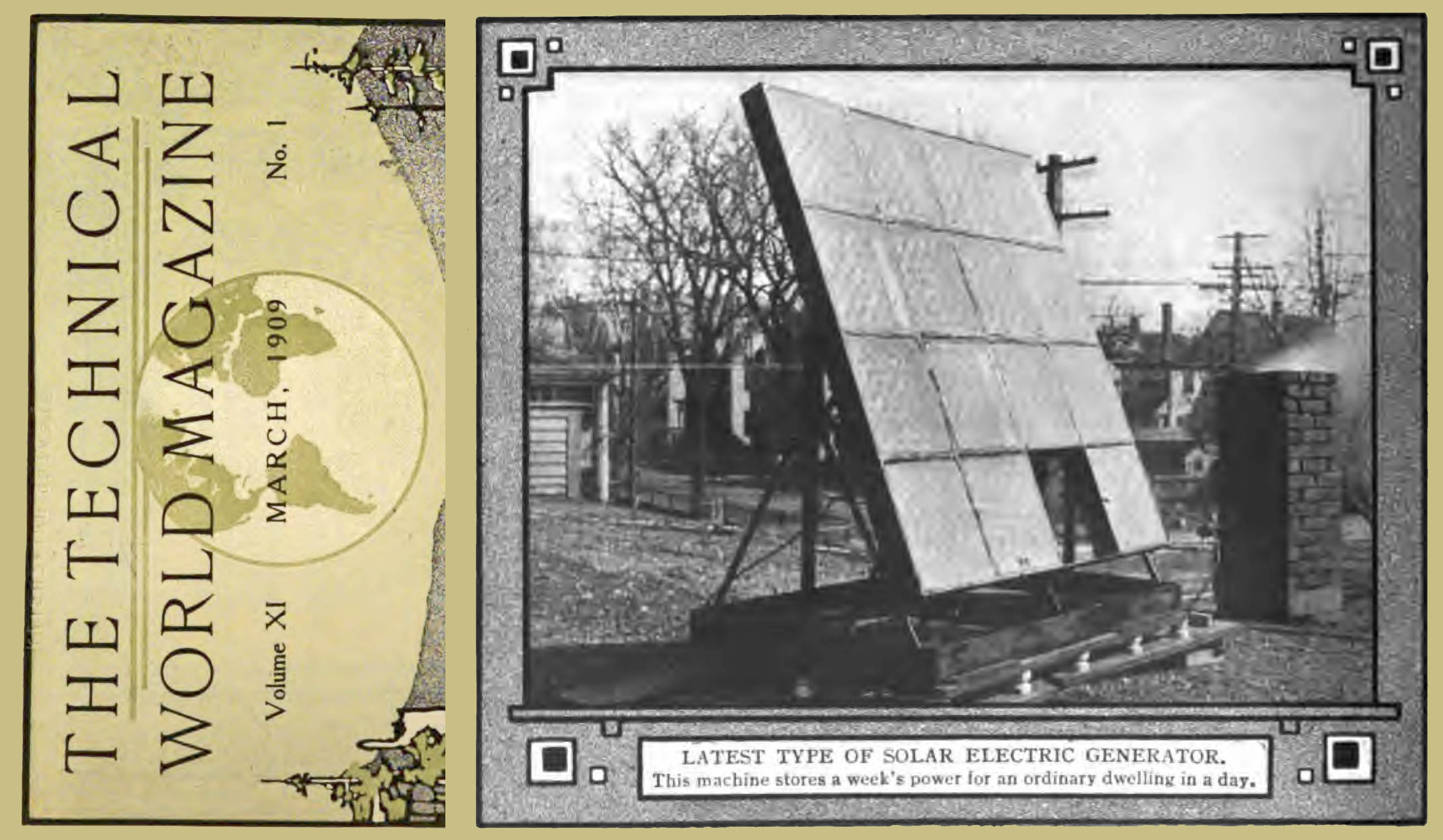
Painel solar de George Cove retratado na The Technical World Magazine em março de 1909.

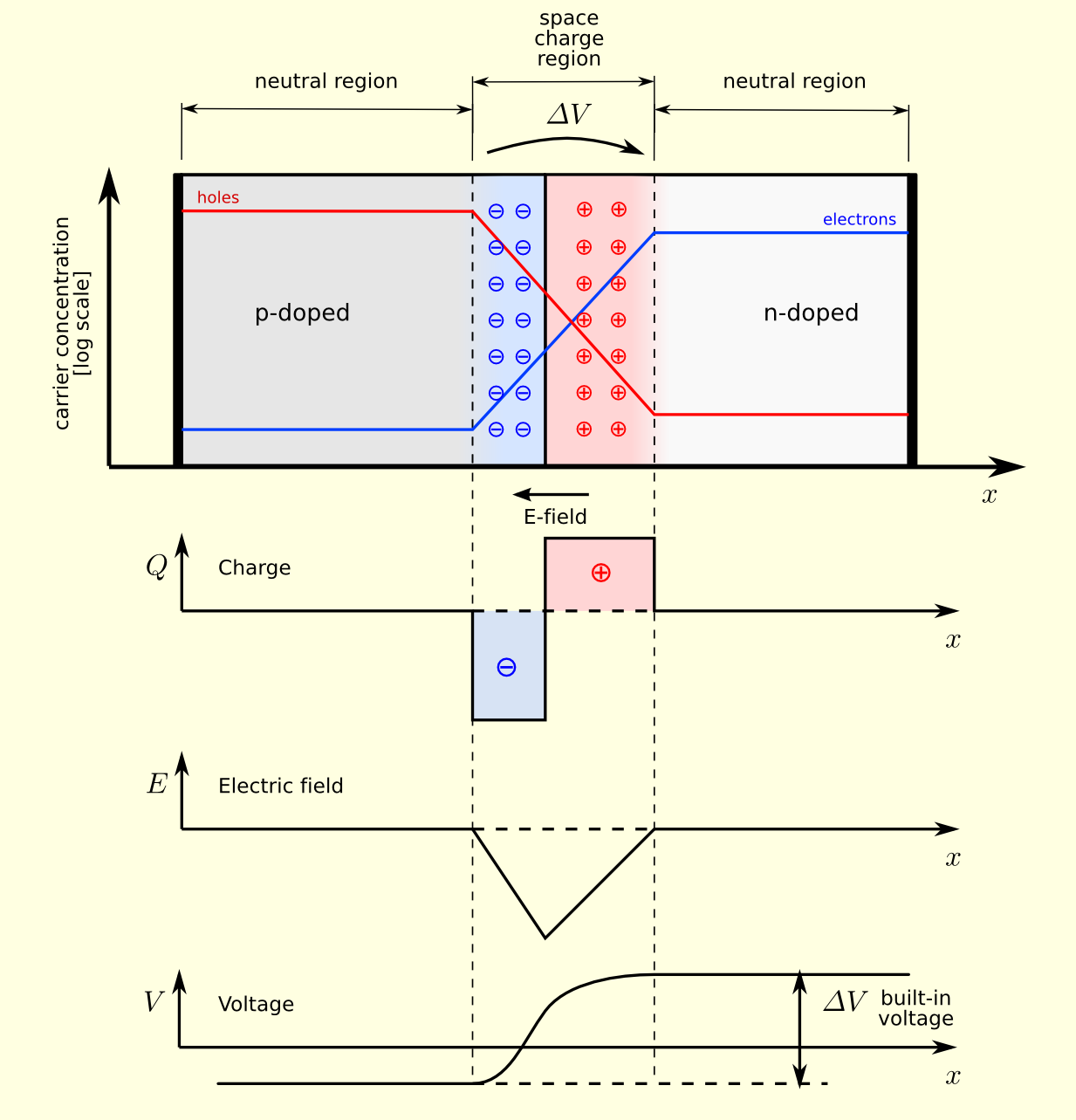
Esquema do campo elétrico criado numa célula fotovoltaica mediante a união pn entre duas capas de semicondutores dopados.

Estrutura básica de uma célula solar baseada em silício, e o seu princípio de funcionamento.

O termo "fotovoltaico" começou-se a usar no Reino Unido no ano 1849. Vem do grego φώς: phos, que significa "luz", e de -voltaico, que vem do âmbito da eletricidade, em honra ao físico italiano Alessandro Volta.
O efeito fotovoltaico foi reconhecido pela primeira vez uns dez anos antes, em 1839, pelo físico francês Alexandre Edmond Becquerel, mas a primeira célula solar não se fabricou até 1883. Seu criador foi Charles Fritts, quem recobriu uma amostra de selênio semicondutor com pó de ouro para formar a união. Este dispositivo primitivo apresentava uma eficiência inferior a 1 %. Demonstrou de forma prática que era possível produzir eletricidade com luz. Os estudos realizados no século XIX por Michael Faraday, James Clerk Maxwell, Nikola Tesla e Heinrich Hertz sobre indução eletromagnética, forças elétricas e ondas eletromagnéticas, e sobretudo os de Albert Einstein em 1905, proporcionaram a base teórica ao efeito fotoelétrico, que é o fundamento da conversão de energia solar para eletricidade.
George Cove pode ter inventado um painel fotovoltaico em 1909, cerca de 40 anos antes da Bell Labs em 1950.

### Princípio de funcionamento
Num semicondutor exposto à luz, um fotão de energia arranca um elétron, criando ao mesmo tempo uma lacuna ou buraco no átomo excitado. Normalmente, o elétron encontra rapidamente outra lacuna para voltar a enchê-lo, e a energia proporcionada pelo fotão, por tanto, dissipa-se em forma de calor. O princípio de uma célula fotovoltaica é obrigar aos elétrons e as lacunas a avançar para o lado oposto do material em lugar de simplesmente recombinar-se nele: assim, produzir-se-á uma diferença de potencial e portanto tensão entre as duas partes do material, como ocorre numa pilha.
Para isso, cria-se um campo elétrico permanente, através de uma união pn, entre duas capas dopadas respectivamente, p e n. Nas células de silício, que são maioritariamente utilizadas, se encontram por tanto:
- A capa superior da célula, que se compõe de silício dopado de tipo n.[notas 3] Nesta capa, há um número de elétrons livres maior que numa capa de silício puro, daí o nome do dopagem n, negativo. O material permanece eletricamente neutro, já que tanto os átomos de silício como os do material dopante são neutros: mas a rede cristalina tem globalmente uma maior presença de elétrons que numa rede de silício puro.

- A capa inferior da célula, que se compõe de silício dopado de tipo p.[notas 4]Esta capa tem portanto uma quantidade média de elétrons livres menor que uma capa de silício puro. Os elétrons estão unidos à rede cristalina que, em consequência, é eletricamente neutra mas apresenta lacunas, positivas (p). A condução elétrica está assegurada por estes portadores de carga, que se deslocam por todo o material.

No momento da criação da união pn, os elétrons livres de capa n entram instantaneamente na capa p e se recombinam com as lacunas na região p. Existirá assim durante toda a vida da união, uma carga positiva na região n ao longo da união (porque faltam elétrons) e uma carga negativa na região em p ao longo da união (porque as lacunas  têm desaparecido); o conjunto forma a «Zona de Carga de Espacial» (ZCE) e existe um campo elétrico entre as duas, de n para p. Este campo elétrico faz da ZCE um diodo, que só permite o fluxo de corrente numa direção: os elétrons podem mover da região p à n, mas não na direção oposta e pelo contrário as lacunas não passam mais que de n para p.
Em funcionamento, quando um fotão arranca um elétron à matriz, criando um elétron livre e uma lacuna, sobre o efeito deste campo elétrico a cada um vai em direcção oposta: os elétrons acumulam-se na região n (para converter-se em polo negativo), enquanto as lacunas acumulam-se na região dopada p (que se converte no polo positivo). Este fenómeno é mais eficaz na zona de carga espacial, onde quase não há portadores de carga (elétrons ou lacunas), já que são anulados, ou na redondeza imediata à ZCE: quando um fotão cria um pare elétron-lacuna, separaram-se e é improvável que encontrem a seu oposto, mas se a criação tem lugar num lugar mais afastado da união, o elétron (convertido em lacuna) mantém uma grande oportunidade para recombinar-se antes de chegar à zona n. Mas a ZCE é necessariamente muito fina, de modo que não é útil dar uma grande espessura à célula. Efectivamente, a espessura da capa n é muito pequena, já que esta capa só se precisa basicamente para criar a ZCE que faz funcionar a célula. Em mudança, a espessura de capa p é maior: depende de um compromisso entre a necessidade de minimizar as recombinações elétron-lacuna, e pelo contrário permitir a captação do maior número de fotões possível, para o que se requer verdadeira mínima espessura.
Em resumo, uma célula fotovoltaica é o equivalente de um gerador de energia à que se acrescentou um diodo. Para conseguir uma célula solar prática, também é preciso acrescentar contactos elétricos (que permitam extrair a energia gerada), uma capa que proteja a célula mas deixe passar a luz, uma capa antireflexo para garantir a correta absorção dos fotões, e outros elementos que aumentem a eficiência do mesmo.

### Primeira célula solar moderna

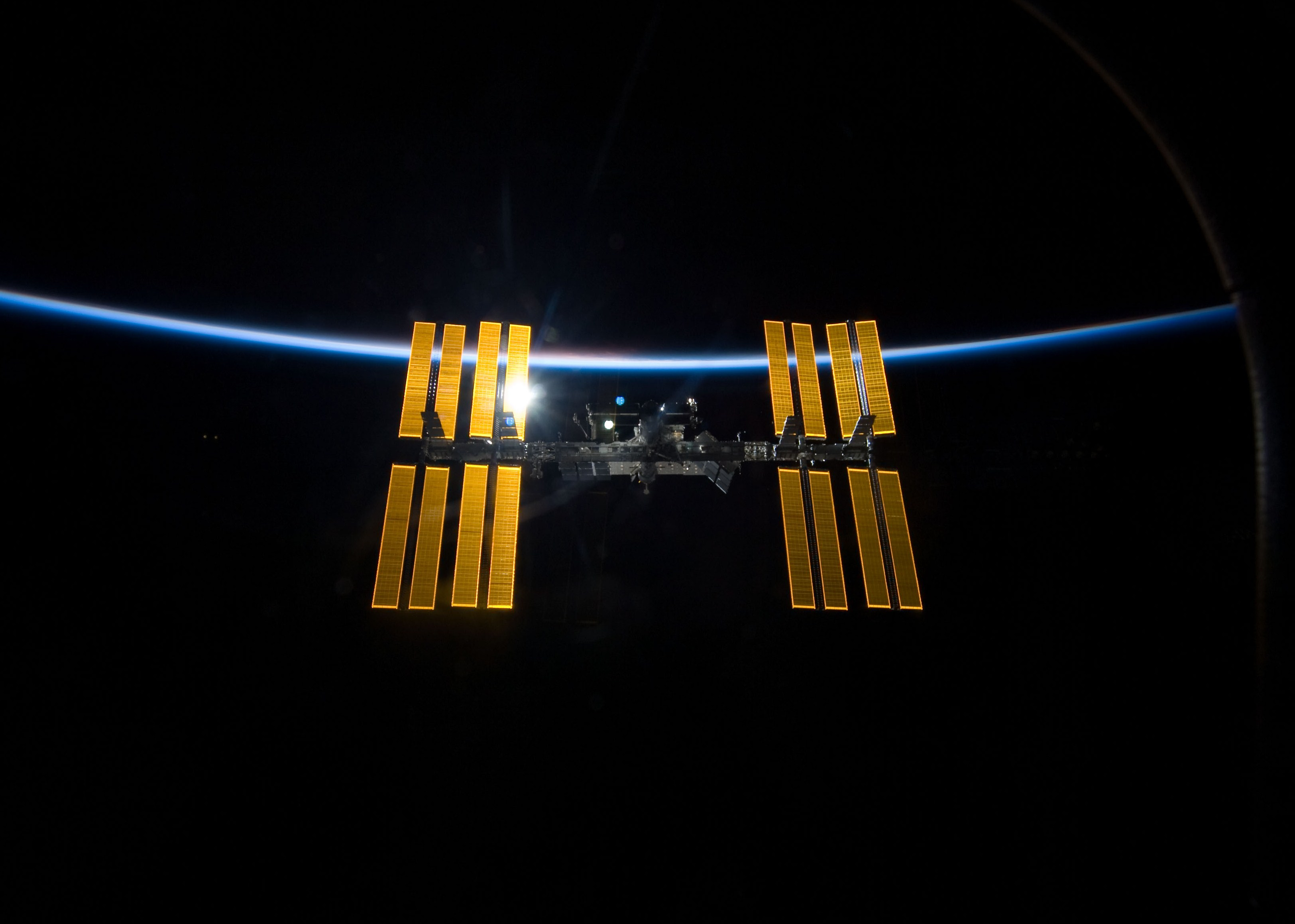
A Estação Espacial Internacional, que obtém sua energia através de painéis fotovoltaicos, fotografada contra a negrura do espaço e a fina linha da atmosfera da Terra.

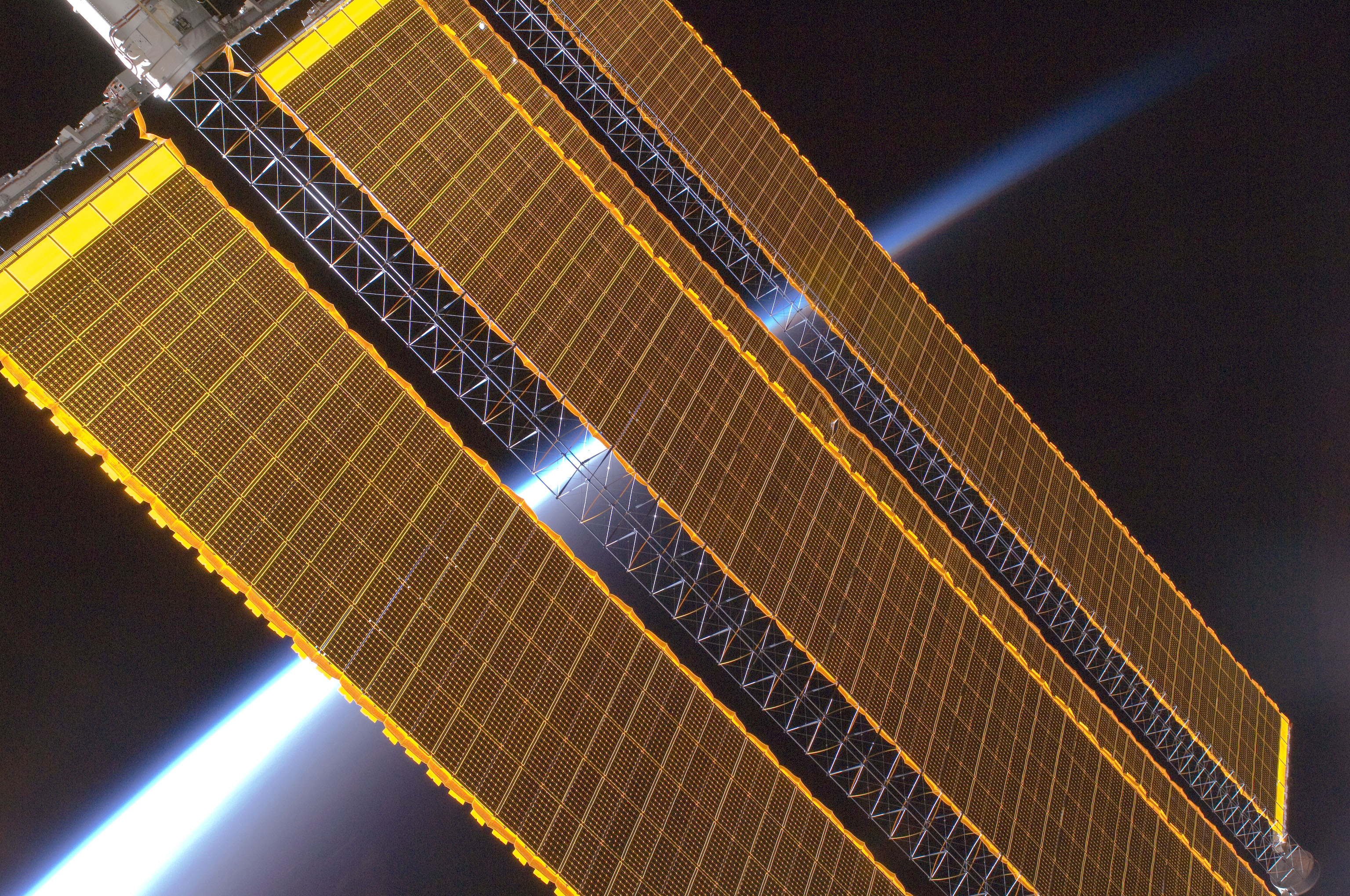
Detalhe dos painéis solares fotovoltaicos da Estação Espacial Internacional.

O engenheiro estadounidense Russell Ohl patenteou a célula solar moderna no ano 1946, ainda que outros pesquisadores tenham avançado o seu desenvolvimento anteriormente: o físico sueco Sven Ason Berglund tinha patenteado em 1914 um método que tratava de incrementar a capacidade das células foto-sensíveis, enquanto em 1931, o engenheiro alemão Bruno Lange tinha desenvolvido uma foto-célula usando selênio de prata em lugar de óxido de cobre(I).
A era moderna da tecnologia solar não chegou até ao ano de 1954, quando os pesquisadores estadounidenses Gerald Pearson, Calvin S. Fuller e Daryl Chapin, dos Laboratórios Bell, descobriram de maneira acidental que os semicondutores de silício dopado com certas impurezas eram muito sensíveis à luz. Estes avanços contribuíram para a fabricação da primeira célula solar comercial. Empregaram uma união difusa de silício p–n, com uma conversão da energia solar de aproximadamente 6 %, com potência de 5 mWp e área de 2cm², um aumento comparado com as células de selênio que dificilmente atingiam os 0,5 %.
Posteriormente o estadounidense Les Hoffman, presidente da companhia Hoffman Electronics, através da sua divisão de semicondutores foi um dos pioneiros na fabricação e produção a grande escala de células solares. Entre 1954 e 1960, Hoffman conseguiu melhorar a eficiência das células fotovoltaicas até aos 14 %, reduzindo os custos de fabricação para conseguir um produto que pudesse ser comercializado.

### Primeiros aplicativos: energia solar espacial
As naves espaciais operando no interior do Sistema Solar normalmente dependem do uso de painéis solares fotovoltaicos para converter a eletricidade da irradiação. Na parte exterior do sistema solar, onde a luz solar e demasiado fraca para produzir potência suficiente, e usado um gerador termoelétrico de radioisótopos (RTGs) para dar energia à fonte da nave.
A primeira nave espacial que usou painéis solares foi o satélite norte-americano Vanguard 1, lançado em março de 1958 (hoje em dia o satélite mais antigo ainda em órbita). No desenho deste usaram-se células solares criadas por Les Peter num esforço liderado pela empresa Hoffman Electronics. O sistema fotovoltaico permitiu-lhe seguir transmitindo durante sete anos enquanto as baterias químicas esgotaram-se em apenas 20 dias.  Isso foi em grande parte por causa da influência do Dr. Hans Ziegler, que pode ser considerado o pai da energia solar nas naves espaciais. Seguiram-se em 1959 o Explorer 6 e depois em 1962 o Telstar, que foi o primeiro satélite de comunicações equipado com células solares, capazes de proporcionar uma potência de 14 Wp.
Gradualmente, a indústria espacial opta pelo uso de células solares de arsenieto de gálio (GaAs), devido à sua maior eficiência frente às células de silício. Na década de 1970 desenvolvem-se células solares mais eficientes para uso no espaço, a partir de 1971, as estações espaciais soviéticas do programa Salyut foram os primeiros complexos orbitais tripulados a obter a sua energia a partir de células solares, acopladas em estruturas nas laterais do módulo orbital, do mesmo modo que a estação norte-americana Skylab, poucos anos depois. Foi nesta altura que também se iniciaram estudos do conceito de energia solar no espaço, que ambicionava o abastecimento energético terrestre mediante satélites espaciais, mas que enfrentou dificuldades técnicas e foi eliminada em 1981 por implicar um custo disparatado.
Não obstante, os aplicativos fotovoltaicos nos satélites espaciais continuaram o seu desenvolvimento. A produção de equipamentos de deposição química de metais por vapores orgânicos ou MOCVD (Metal Organic Chemical Vapor Deposition) não se desenvolveu até à década de 1980, limitando a capacidade das empresas na manufatura de células solares de arseneto de gálio.
A primeira empresa que manufaturou painéis solares em quantidades industriais, a partir de uniões simples de GaAs, com uma eficiência de 17 % em AM0 (Air Mass Zero), foi a norte-americana Applied Solar Energy Corporation (ASEC). As células de dupla união começaram a sua produção em quantidades industriais pela ASEC em 1989, de maneira acidental, como consequência de uma mudança do GaAs sobre os substratos de GaAs, para GaAs sobre substratos de germânio.
A tecnologia fotovoltaica, conquanto não é a única que se utiliza, segue predominando a princípios do século XXI nos satélites de órbita terrestre. Por exemplo, as sondas Magellan, Mars Global Surveyor e Mars Observer, da NASA, usaram painéis fotovoltaicos, bem como o telescópio espacial Hubble, em órbita à volta da Terra. A Estação Espacial Internacional, também em órbita terrestre, está dotada de grandes sistemas fotovoltaicos que alimentam todo o complexo espacial, do mesmo modo que em seu dia a estação espacial Mir. Outros veículos espaciais que utilizam a energia fotovoltaica para se abastecer são a sonda Mars Reconnaissance Orbiter, Spirit e Opportunity, os robôs da NASA em Marte.

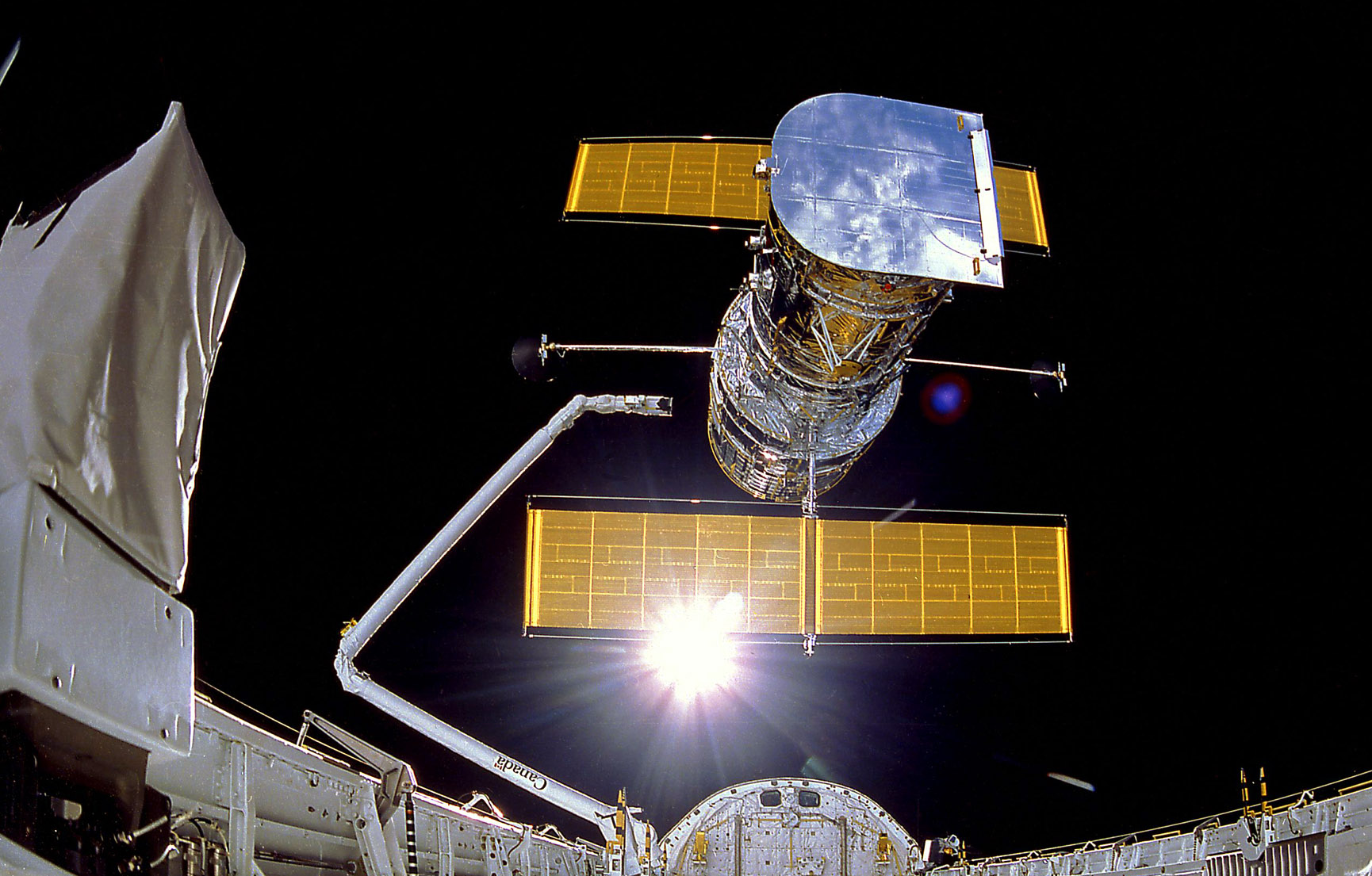
O telescópio espacial Hubble, equipado com painéis solares, é posto em órbita desde o porão do cargueiro espacial Discovery em 1990.

A nave Rosetta, lançada em 2004 em órbita para um cometa tão longínquo do Sol como o planeta Júpiter (5,25 AU), dispõe também de painéis solares; anteriormente, o uso mais longínquo da energia solar espacial tinha sido o da sonda Stardust, a 2 AU. A energia fotovoltaica empregou-se também com sucesso na missão europeia não tripulada à Lua, SMART-1, proporcionando energia ao seu propulsor de efeito Hall.

### Primeiros aplicativos terrestres

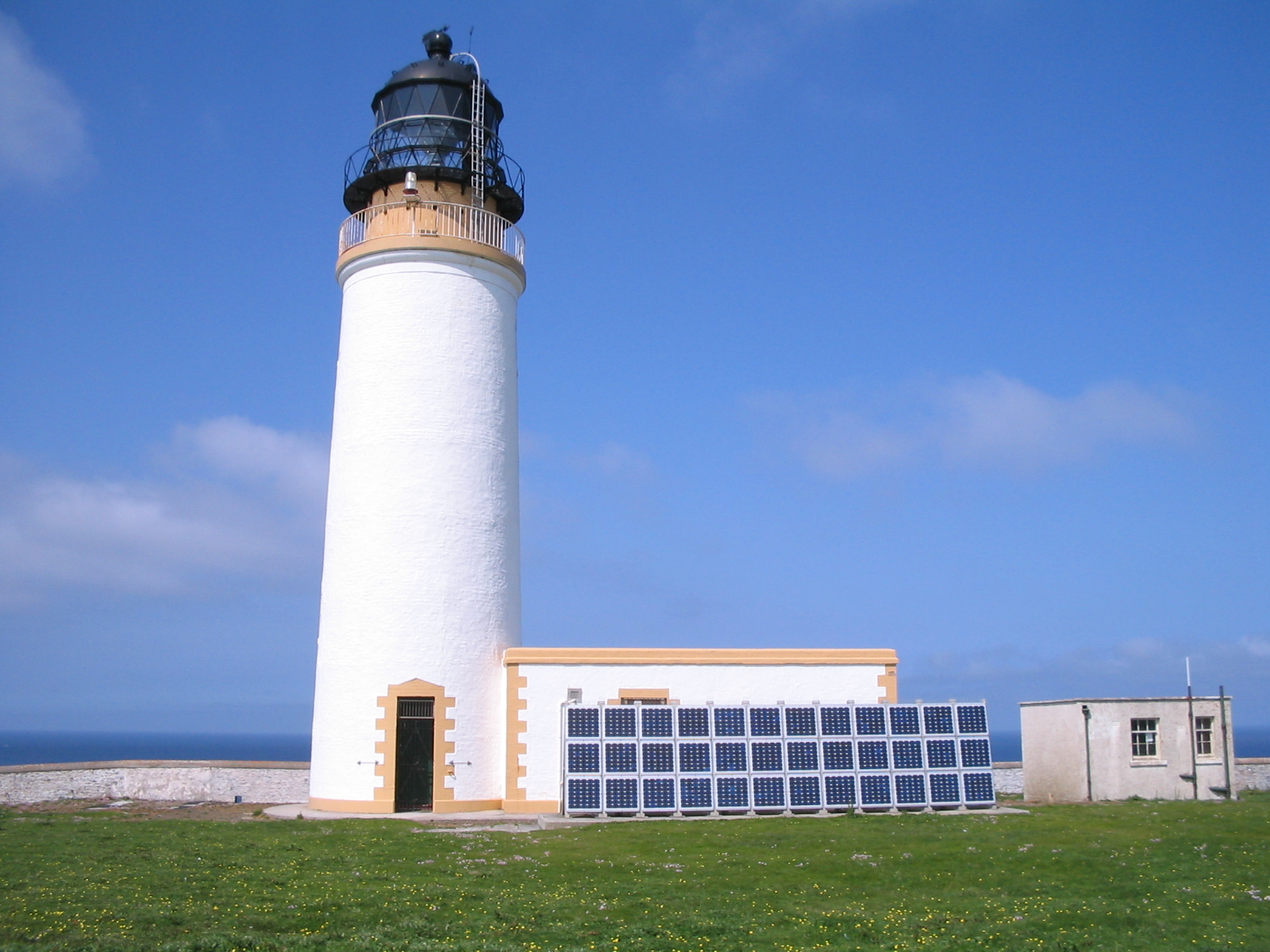
Os aplicativos isolados da rede elétrica supuseram um dos primeiros usos terrestres da energia solar fotovoltaica, contribuindo em grande parte a seu desenvolvimento. Na imagem, farol de Noup Head no Reino Unido.

Desde o seu aparecimento na indústria aeroespacial, onde se converteu no meio mais fiável para fornecer energia elétrica nos veículos espaciais, a energia solar fotovoltaica tem desenvolvido um grande número de aplicativos terrestres. A primeira instalação comercial deste tipo realizou-se em 1966, no farol da ilha Ogami (Japão), permitindo substituir o uso de gás de tocha por uma fonte elétrica renovável e auto suficiente. Tratou-se do primeiro farol do mundo alimentado mediante energia solar fotovoltaica, e foi crucial para demonstrar a viabilidade e o potencial desta fonte de energia.
As melhoras produziram-se de forma lenta durante as seguintes duas décadas, e o único uso generalizado produziu-se nos aplicativos espaciais, nas que sua relação potência a peso era maior que a de qualquer outra tecnologia competidora. No entanto, este sucesso também foi a razão do seu lento crescimento: o mercado aeroespacial estava disposto a pagar qualquer preço para obter as melhores células possíveis, pelo que não tinha nenhuma razão para investir em soluções de menor custo se isto reduzia a eficiência. Em seu lugar, o preço das células era determinado em grande parte pela indústria dos semicondutores; sua migração para a tecnologia de circuitos integrados na década de 1960 deu lugar à disponibilidade de lingotes maiores a preços relativamente inferiores. Ao baixar o seu preço, o preço das células fotovoltaicas resultantes desceu também em igual medida. No entanto, a redução de custos associada a esta crescente popularização da energia fotovoltaica foi limitada, e em 1970 o custo das células solares ainda se estimava em 100 dólares por watt ($/Wp).

### Redução de preços
No final da década de 1960, o químico industrial estadounidense Elliot Berman estava a pesquisar um novo método para a produção da matéria prima de silício a partir de um processo em fita. No entanto, encontrou escasso interesse em seu projecto e não pôde obter o financiamento necessário para seu desenvolvimento. Mais tarde, num encontro casual, foi apresentado a uma equipa da companhia petrolífera Exxon que estavam a procurar projectos estratégicos a 30 anos de vista. O grupo tinha chegado à conclusão de que a energia elétrica seria bem mais cara no ano 2000, e considerava que este aumento de preço faria mais atraentes às novas fontes de energia alternativas, sendo a energia solar a mais interessante entre estas. Em 1969, Berman uniu-se ao laboratório da Exxon em Linden, Nova Jérsia, denominado Solar Power Corporation (SPC).
Seu esforço foi dirigido em primeiro lugar a analisar o mercado potencial para identificar os possíveis usos que existiam para este novo produto, e rapidamente descobriu que se o custo por watt se reduzisse desde os 100 $/Wp a para cerca de 20 $/Wp surgiria uma importante procura. Consciente de que o conceito do “silício em fita” poderia demorar anos em se desenvolver, a equipa começou a procurar maneiras de reduzir o preço a 20 $/Wp usando materiais existentes. A constatação de que as células existentes se baseavam no processo regular de fabricação de semicondutores supôs um primeiro avanço, inclusive ainda que não se tratasse de um material ideal. O processo começava com a formação de um lingote de silício, que se cortava transversalmente em discos chamados waffers. Posteriormente realizava-se o polimento das waffers e, a seguir, para o seu uso como células, se dotava de um recobrimento com uma capa anti reflexo. Berman deu-se conta de que as waffers de corte grosseiro já tinham assim uma superfície frontal anti reflexo perfeitamente válida, e mediante a impressão dos elétrodos diretamente sobre esta superfície, se eliminaram dois passos importantes no processo de fabricação de células.
A sua equipa também explorou outras formas de melhorar a montagem das células em matrizes, eliminando os caros materiais e os fiamentos de condutores manuais utilizados até então em aplicativos espaciais. A sua solução consistiu em utilizar circuitos impressos na parte posterior, plástico acrílico na parte frontal, e cola de silicone entre ambos, embutindo as células. Berman deu-se conta de que o silício já existente no mercado já era “suficientemente bom" para seu uso em células solares. As pequenas imperfeições que podiam arruinar um lingote de silício (ou uma waffer individual) para seu uso em eletrônica, teriam pouco efeito em aplicativos solares. As células fotovoltaicas podiam fabricar-se a partir do material eliminado pelo mercado da eletrônica, o que traria como consequência uma grande melhora do seu preço.
Pondo em prática todas estas mudanças, a empresa começou a comprar a muito baixo custo silício recusado a fabricantes já existentes. Mediante o uso das waffers maiores disponíveis, o que reduzia a quantidade de condutores para um área de painel dado, e as empacotando em painéis com seus novos métodos, em 1973 a SPC estava a produzir painéis a 10 $/Wp e os vendendo a 20 $/Wp, diminuindo o preço dos módulos fotovoltaicos a uma quinta parte em apenas dois anos.

### O mercado da navegação marítima

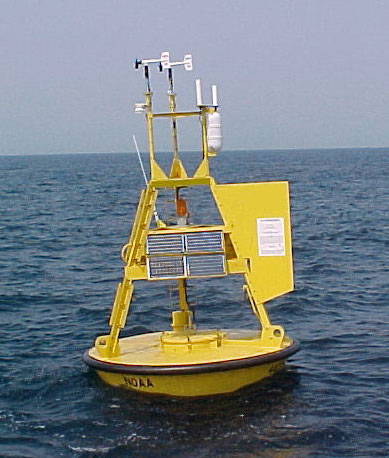
Baliza marítima operada pela Administração Nacional Oceânica e Atmosférica (NOAA) de Estados Unidos.

A SPC começou a contactar com as companhias fabricantes de baliza de navegação oferecendo-lhes o produto, mas encontrou-se com uma situação curiosa. A principal empresa do setor era Automatic Power, um fabricante de baterias descartáveis. Ao dar-se conta de que as células solares podiam lhe retirar parte do negócio e os benefícios que o setor de baterias lhe produzia, a Automatic Power comprou um protótipo solar de Hoffman Electronics para terminar.  Ao ver que não tinha interesse por parte de Automatic Power, a SPC voltou-se então para a Tideland Signal, outra empresa fornecedora de baterias formada por ex-gerentes da Automatic Power. A Tideland apresentou no mercado uma boia alimentada mediante energia fotovoltaica e cedo estava a arruinar o negócio da Automatic Power.
O momento não podia ser mais adequado, o rápido aumento no número de plataformas petrolíferas em alto mar e demais instalações de carga produziu um enorme mercado entre as companhias petrolíferas. Como a Tideland tinha tido sucesso, a Automatic Power começou então a tentar o seu próprio fornecimento de painéis solares fotovoltaicos. Encontraram-se com Bill Yerkes, da Solar Power International (SPI) na Califórnia, que estava a procurar um mercado onde pudesse vender o seu produto. A SPI cedo foi adquirida por um dos seus clientes mais importantes, a gigante petrolífera ARCO, formando ARCO Solar. A fábrica da ARCO Solar em Camarillo (Califórnia) foi a primeira dedicada à construção de painéis solares, e esteve em funcionamento contínuo desde a sua compra pela ARCO em 1977 até 2011 quando foi encerrada pela empresa SolarWorld.
Esta situação combinou-se com a crise do petróleo de 1973. As companhias petrolíferas dispunham agora de ingentes fundos devido aos seus enormes rendimentos durante a crise, mas também eram muito conscientes de que o seu sucesso futuro dependeria de alguma outra fonte de energia. Nos anos seguintes, as grandes companhias petrolíferas começaram a criação de uma série de empresas de energia solar, e foram durante décadas as maiores produtoras de painéis solares. As empresas ARCO, Exxon, Shell, Amoco (mais tarde adquirida pela BP) e Mobil mantiveram grandes divisões solares durante as décadas de 1970 e 1980. As empresas de tecnologia também realizaram importantes investimentos, incluindo a General Electric, Motorola, IBM, Tyco e RCA.

### Aperfeiçoando a tecnologia

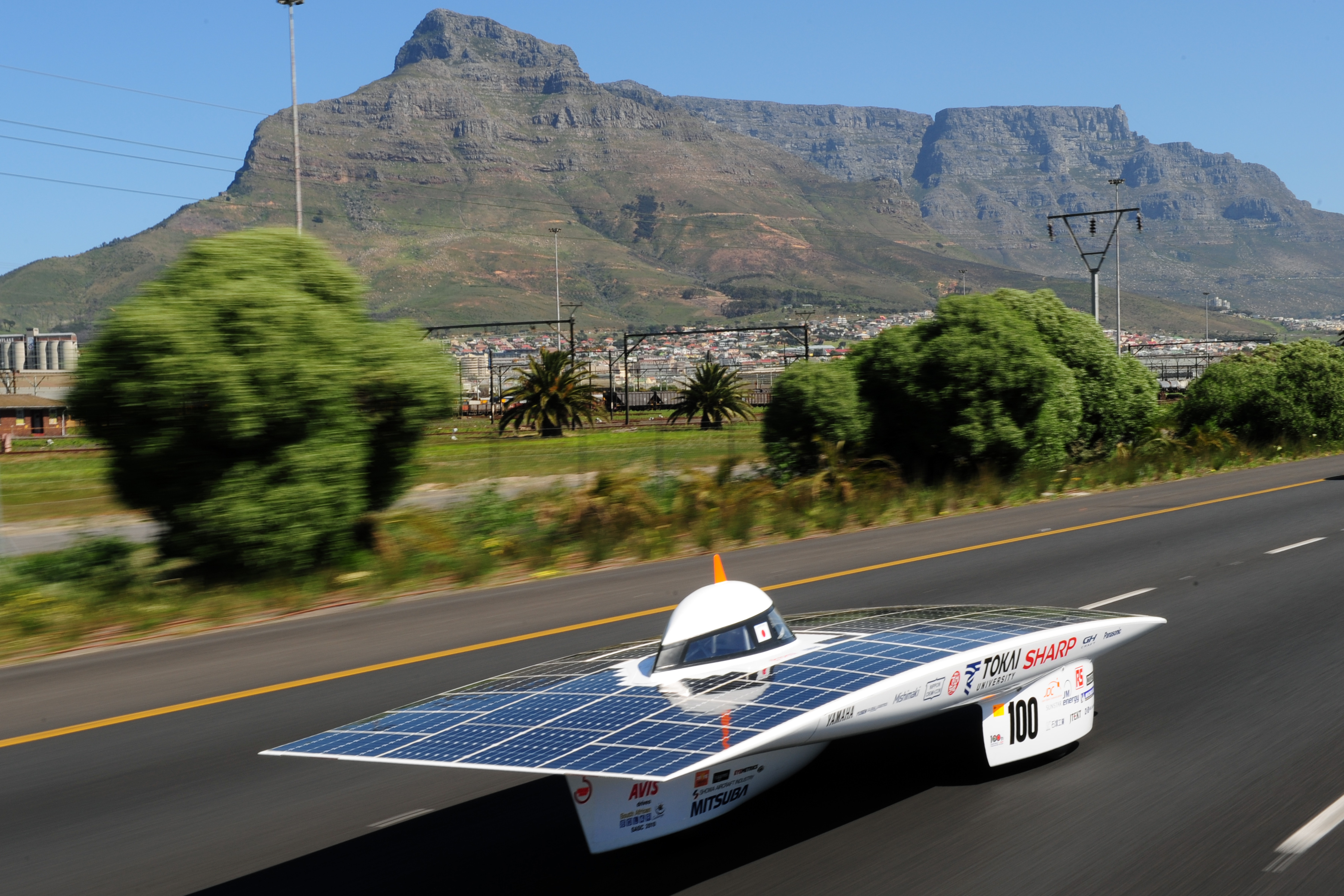
Veículo elétrico propulsionado mediante energia fotovoltaica, vencedor do South African Solar Challenge.

Nas décadas decorridas desde os avanços de Berman, as melhoras têm reduzido os custos de produção abaixo de 1 $/Wp, com preços menores de 2 $/Wp para todo o sistema fotovoltaico. O preço do resto dos elementos de uma instalação fotovoltaica supõe agora um maior custo que os próprios painéis.
À medida que a indústria dos semicondutores desenvolveu-se para lingotes a cada vez maiores, os equipamento mais antigos ficaram disponíveis a preços reduzidos. As células cresceram em tamanho quando estes equipamentos antigos se fizeram disponíveis no mercado excedentário. Os primeiros painéis da ARCO Solar equipavam-se com células de 2 a 4 polegadas (51 a 100 mm) de diâmetro. Os painéis na década de 1990 e princípios de 2000 incorporavam geralmente células de 5 polegadas (125 mm), e desde o ano 2008 quase todos os novos painéis utilizam células de 6 polegadas (150 mm). Também a introdução generalizada dos televisores de ecrã plano no final da década de 1990 e princípios de 2000 levou a uma ampla disponibilidade de grandes lâminas de vidro de alta qualidade, que se utilizam na parte frontal dos painéis.
Em termos das próprias células, só tem tido uma mudança importante. Durante a década de 1990, as células de polisilício fizeram-se a cada vez mais populares. Estas células oferecem menos eficiência que aquelas de monosilício, mas se cultivam em grandes cubas que reduzem em grande parte o custo de produção. Em meados da década de 2000, o polisilício dominava no mercado de painéis de baixo custo.

### Pandemia de COVID-19 e a Invasão da Ucrânia pela Rússia
A partir do ano de 2020 diversos fatores econômicos e geopolíticos vieram afetar o crescimento do mercado de energias renováveis, especialmente da energia fotovoltaica. A pandemia de COVID-19 afetou os padrões estabelecidos de uso e distribuição de combestíveis fósseis. A Guerra dos preços do petróleo entre Rússia e Arábia Saudita em 2020, que ocorreu em meio ao periodo de desestabilização do mercado global de petróleo, causando tensões dentro da Organização dos Países Exportadores de Petróleo (OPEP) sobre as maneiras de adaptar a produção à este cenários. A tensão levou a Rússia a abandonar o acordo, levando à queda da aliança OPEP+. Os preços do petróleo já haviam caído 30 por cento desde o início do ano devido a uma queda na demanda. Sendo uma das principais causas do colapso global do mercado de ações em 2020.
A invasão da Ucrânia pela Rússia em fevereiro de 2022 trouxe uma nova complicação ao mercado de petróleo e dos combustíveis fósseis em geral.
Essas circunstâncias trouxeram efeitos diretos, positivos e negativos, sobre o crescimento do mercado das energias renováveis, especialmente fotovoltaicas, que historicamente acompanha as condições macroeconômicas. A diminuição global da demanda de energia causaram um grave receio no mercado renovável, além dos problemas que compartilhou com a economia geral - disrupção das cadeias produtivas, atrasos em projetos de construção, instabilidade no mercado de mão de obra, como também a diminuição dos investimentos na área. Não obstante, a pandemia apresentou efeitos positivos no sentido de reforçar a impletação da energia renovável e fotovoltaica em diversos contextos.
Enquanto que a União Europeia desenvolveu uma resposta coordenada ao impacto econômico da pandemia de COVID-19, o efeito de transbordamento é um processo dinâmico de longo termo com efeitos invevitáveis no consumo de energia renovável em outros países. Os maiores consumidores de energia do mundo, China e Estados Unidos, serão negativamente afetados em aproximadamento 0.1% e 0.8% do consumo de energias renováveis respectivamente. Portanto, é demasiadamente arbitrário dizr que o declínio econômico da União Europeia causado pela pandemia vai afetar negativamente o consumo de energias renováveis em outros países, dado que existem alguns poucos países que ainda possuem um impacto positivo nas energias renováveis, como a Índia.
O custo crescente dos derivados de petróleo tem causado um aumentona demanda de energia solar fotovoltaica, mesmo em países produtores como a Nigéria, a falta de suprimentos para atender o cresicmento, porém, tem sido um impedimento para atender integralmente a demanda. Na Nigéria o preço do diesel quase triplicou desde a invasão da Ucrânia No Líbano, que possui uma economia profundamente afetada pela crise de liquidez agravada pela pandemia de COVID-19, a implementação de energia solar fotovoltaica tem sido uma solução adotada pela população diante dos frequentes apagões que ocorrem nas cidades, dado a falta de petróleo para consumo individual e para geração de energia. Geradores à diesel haviam sido adotados pela população mais rica no início da crise, porém se tornou cada vez mais insustentável dado a escassez do combustível. Os paineis solares tem se tornado a solução preferida desde então, colocando o mercado no limite da capacidade.

## Aplicativos

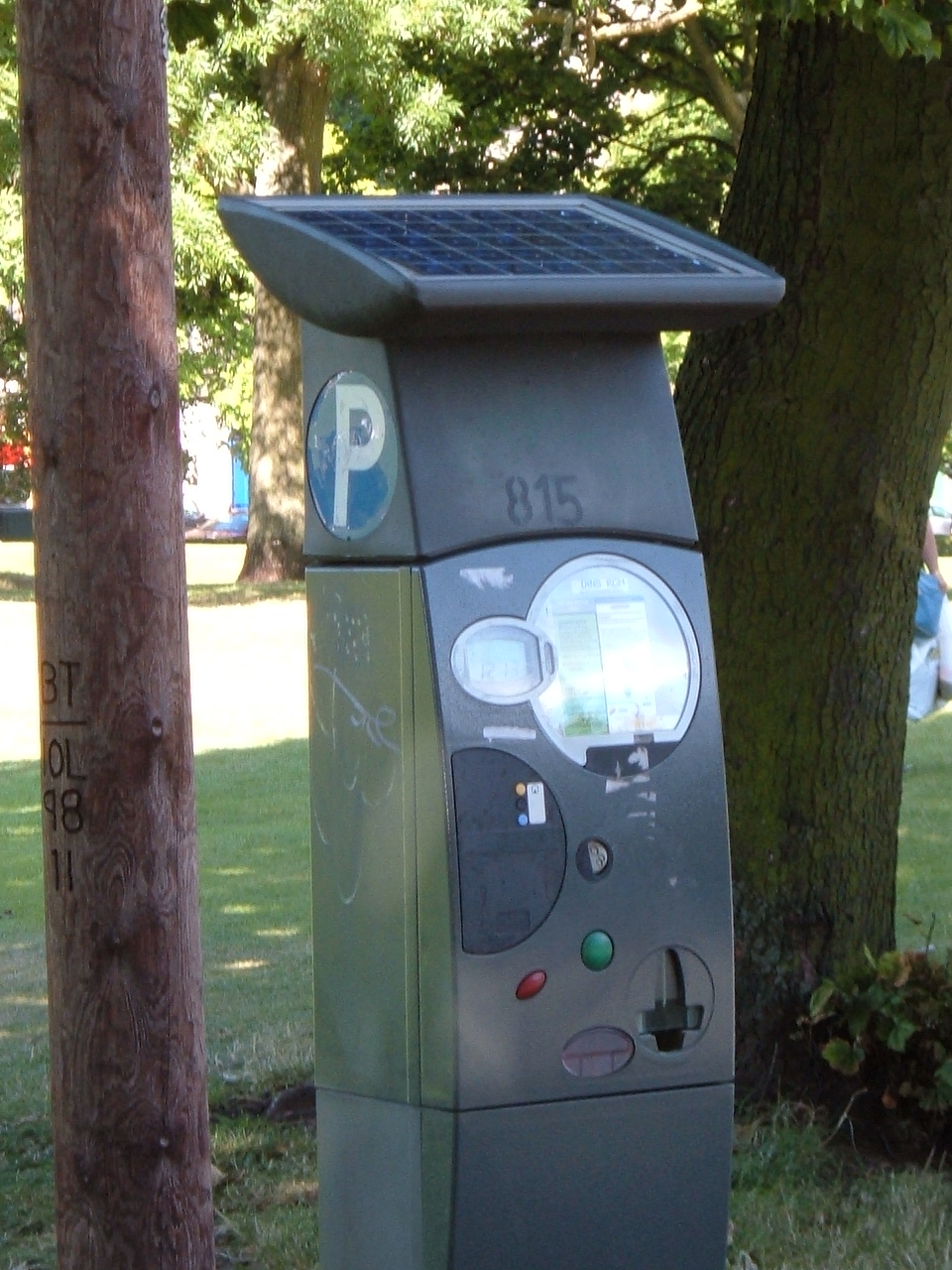
Parquímetro abastecido mediante energia solar fotovoltaica, em Edimburgo, Reino Unido.

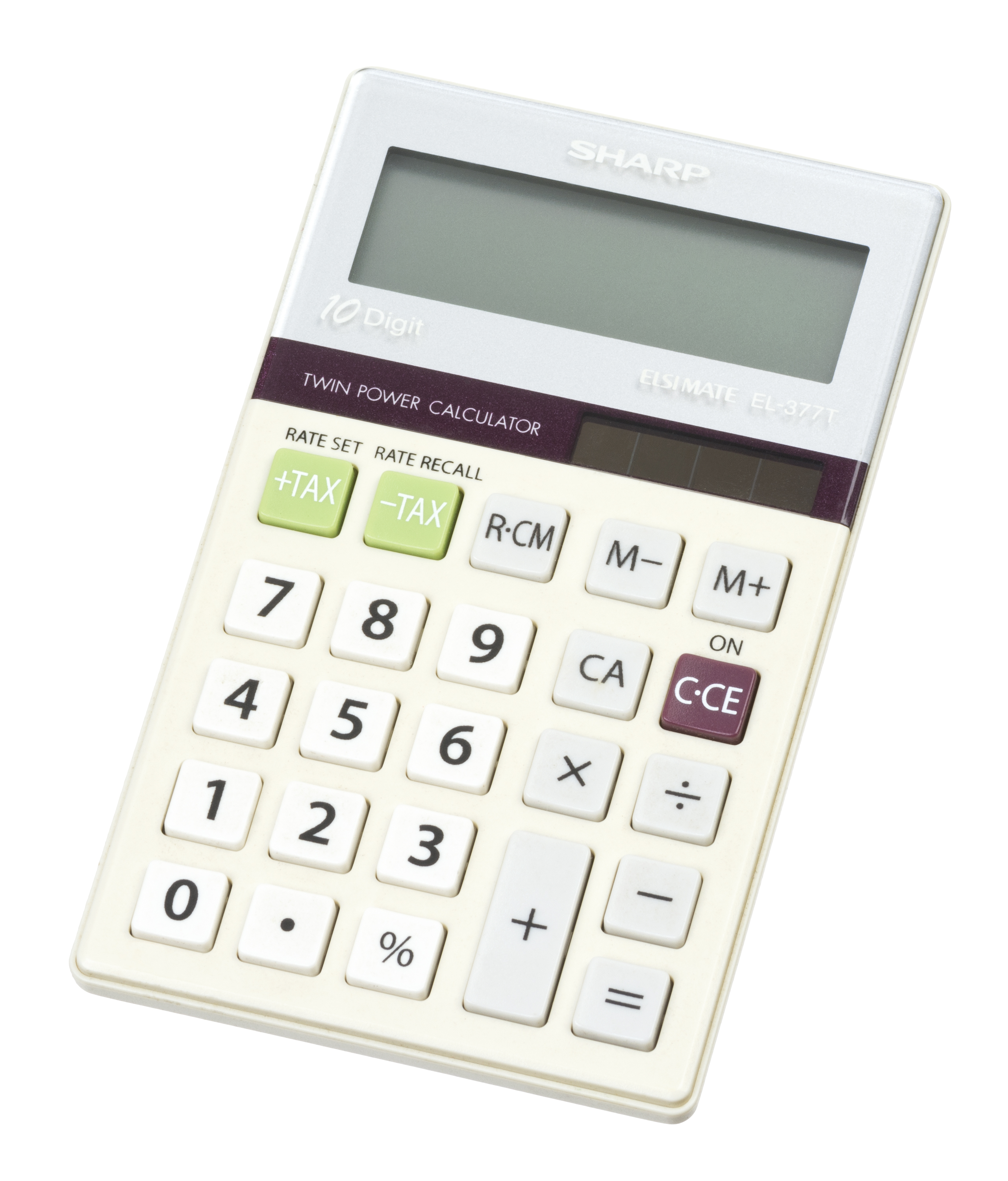
Calculadora solar básica Sharp.

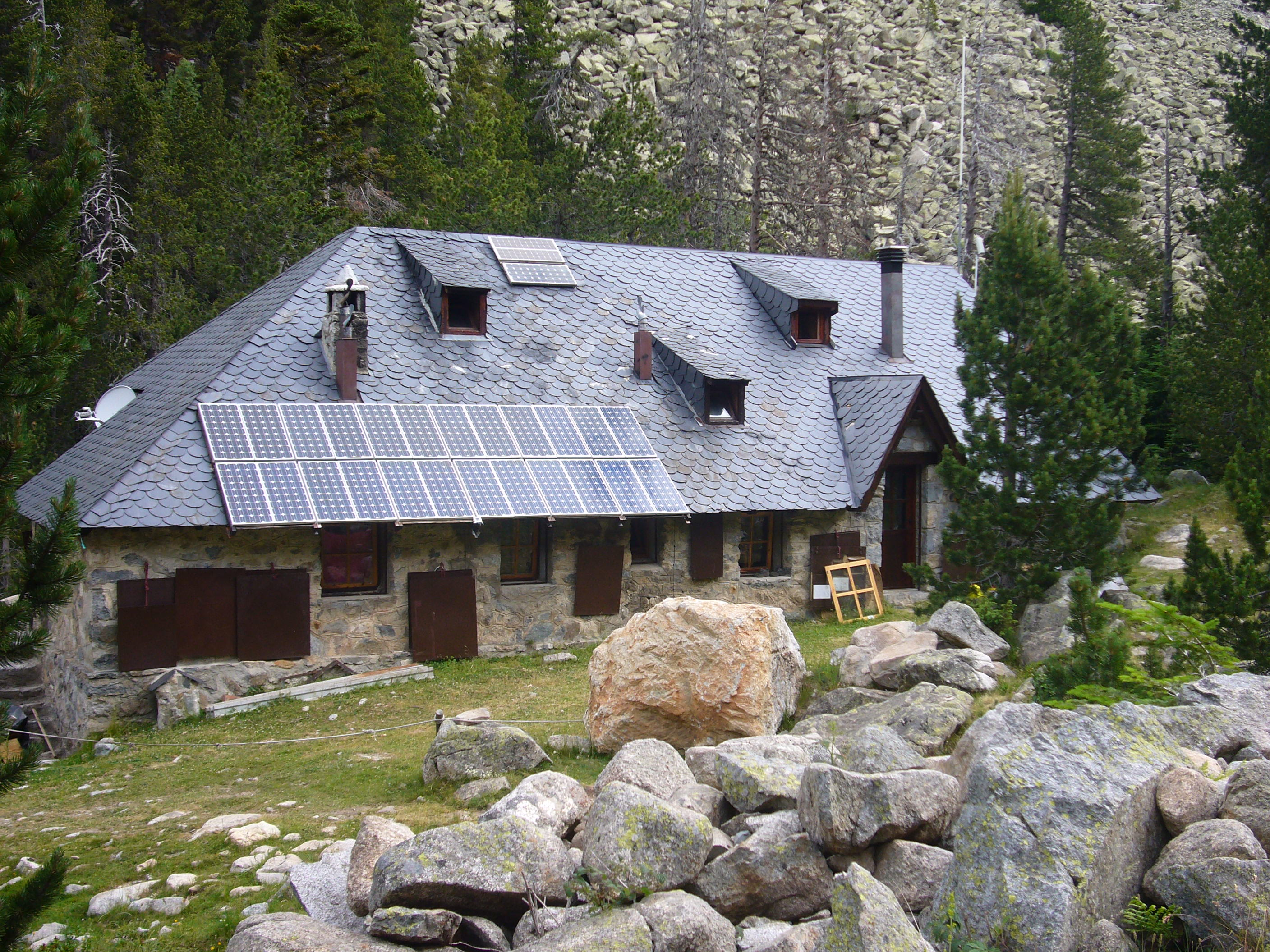
Refúgio de montanha alimentado mediante energia fotovoltaica, no Parque nacional de Aigüestortes e Lago de San Mauricio (Pireneus, Espanha).

A produção industrial a grande escala de painéis fotovoltaicos descolou na década de 1980, e entre os seus múltiplos usos podem-se destacar:

### Telecomunicações e sinalização
A energia solar fotovoltaica é ideal para aplicativos de telecomunicações, entre as que se encontram por exemplo as centrais locais de telefonia, antenas de rádio e televisão, estações repetidoras de microondas e outros tipos de ligações de comunicação electrónicos. Isto é como, na maioria dos aplicativos de telecomunicações, se utilizam baterias de armazenamento e a instalação elétrica se realiza normalmente em corrente contínua (DC). Em terrenos acidentados e montanhosos, os sinais de rádio e televisão podem ver-se interferidas ou refletidas devido ao terreno ondulado. Nestas localizações, instalam-se transmissores de baixa potência (LPT) para receber e retransmitir o sinal entre a população local.
As células fotovoltaicas também se utilizam para alimentar sistemas de comunicações de emergência, por exemplo nos mastros de SOS (Telefones de emergência) em estradas, sinalização ferroviária, balizamento para protecção aeronáutica, estações meteorológicas ou sistemas de vigilância de dados ambientais e de qualidade da água.

### Dispositivos isolados
A redução no consumo energético dos circuitos integrados, fez possível no final da década de 1970 o uso de células solares como fonte de eletricidade em calculadoras, tais como a Royal Solar 1, Sharp O-8026 ou Teal Photon.
Também outros dispositivos fixos que utilizam a energia fotovoltaica têm vindo aumentar o seu uso nas últimas décadas, em lugares onde o custo de conexão à rede elétrica ou o uso de pilhas desejáveis é proibitivamente caro. Estes aplicativos incluem por exemplo as luzes solares, bombas de água, parquímetros, telefones de emergência, compactadores de lixo, sinais de trânsito temporários ou permanentes, estações de carga ou sistemas remotos de vigilância.

### Eletrificação rural
Em meios isolados, onde se requer pouca potência elétrica e o acesso à rede é difícil, as placas fotovoltaicas se empregam como alternativa economicamente viável desde algumas décadas. Para compreender a importância desta possibilidade, convém ter em conta que aproximadamente uma quarta parte da população mundial ainda não tem acesso à energia elétrica.
Nos países em desenvolvimento, muitas aldeias encontram-se situadas em áreas remotas, a vários quilómetros da rede elétrica mais próxima. Devido a isso, se está a incorporar a energia fotovoltaica de forma crescente para proporcionar fornecimento elétrico a moradias ou instalações médicas em áreas rurais. Por exemplo, em lugares remotos da Índia um programa de iluminação rural tem previsto iluminação mediante lâmpadas LED alimentadas com energia solar para substituir aos lâmpadas de querosene. O preço das lâmpadas solares era aproximadamente o mesmo que o custo do fornecimento de querosene durante uns poucos meses. Cuba e outros países da América Latina estão a trabalhar para proporcionar energia fotovoltaica em zonas afastadas do fornecimento de energia elétrica convencional. Estas são áreas nas que os benefícios sociais e económicos para a população local oferecem uma excelente razão para instalar painéis fotovoltaicos, ainda que normalmente este tipo de iniciativas se viram relegadas a pontuais esforços humanitários.

### Sistemas de bombagem

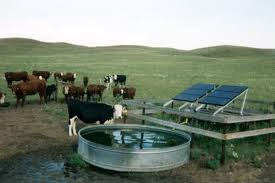
Os sistemas de bombagem fotovoltaico podem utilizar-se para proporcionar água em sistemas de irrigação, água potável em comunidades isoladas ou aguadeiros para o ganhado.

Também se emprega a fotovoltaica para alimentar instalações de bombagem para sistemas de irrigação, água potável em áreas rurais e bebedoiros para o gado, ou para sistemas de dessalinização de água.
Os sistemas de bombagem fotovoltaico (ao igual que os alimentados mediante energia eólica) são muito úteis ali onde não é possível aceder à rede geral de eletricidade ou bem supõe um preço proibitivo. O seu custo é geralmente mais económico devido a seus menores custos de operação e manutenção, e apresentam um menor impacto ambiental que os sistemas de bombagem alimentados mediante motores de combustão interna, que têm ademais uma menor fiabilidade.
As bombas utilizadas podem ser tanto de corrente alternada (AC) como corrente contínua (DC). Normalmente empregam-se motores de corrente contínua para pequenas e médios aplicativos de até 3 kWp de potência, enquanto para aplicativos maiores utilizam-se motores de corrente alternada acoplados a um inversor que transforma para o seu uso a corrente contínua procedente dos painéis fotovoltaicos. Isto permite dimensionar sistemas desde 0,15 kWp até mais de 55 kWp de potência, que podem ser empregues para abastecer complexos sistemas de irrigação ou armazenamento de água.

### Sistemas híbridos solar-diesel
Devido à descida de custos da energia solar fotovoltaica, está a estender-se assim mesmo o uso de sistemas híbridos solar-diesel, que combinam esta energia com geradores diesel para produzir eletricidade de forma contínua e estável. Este tipo de instalações estão equipadas normalmente com equipamentos auxiliares, tais como baterias e sistemas especiais de controle para conseguir em todo momento a estabilidade do fornecimento elétrico do sistema.
Devido a sua viabilidade económica (o transporte de diesel no ponto de consumo costuma ser caro) em muitos casos substituem-se antigos geradores por fotovoltaica, enquanto as novas instalações híbridas desenham-se de tal maneira que permitem utilizar o recurso solar sempre que está disponível, minimizando o uso dos geradores, diminuindo assim o impacto ambiental da geração elétrica em comunidades remotas e em instalações que não estão ligadas à rede elétrica. Um exemplo disso o constituem as empresas mineiras, cujas explorações se encontram normalmente em campo aberto, afastadas dos grandes núcleos de população. Nestes casos, o uso combinado da fotovoltaica permite diminuir em grande parte a dependência do combustível diesel, permitindo poupanças de até os 70 % no custo da energia.
Este tipo de sistemas também se pode utilizar em combinação com outras fontes de geração de energia renovável, tais como a energia eólica.

### Transporte e navegação marítima

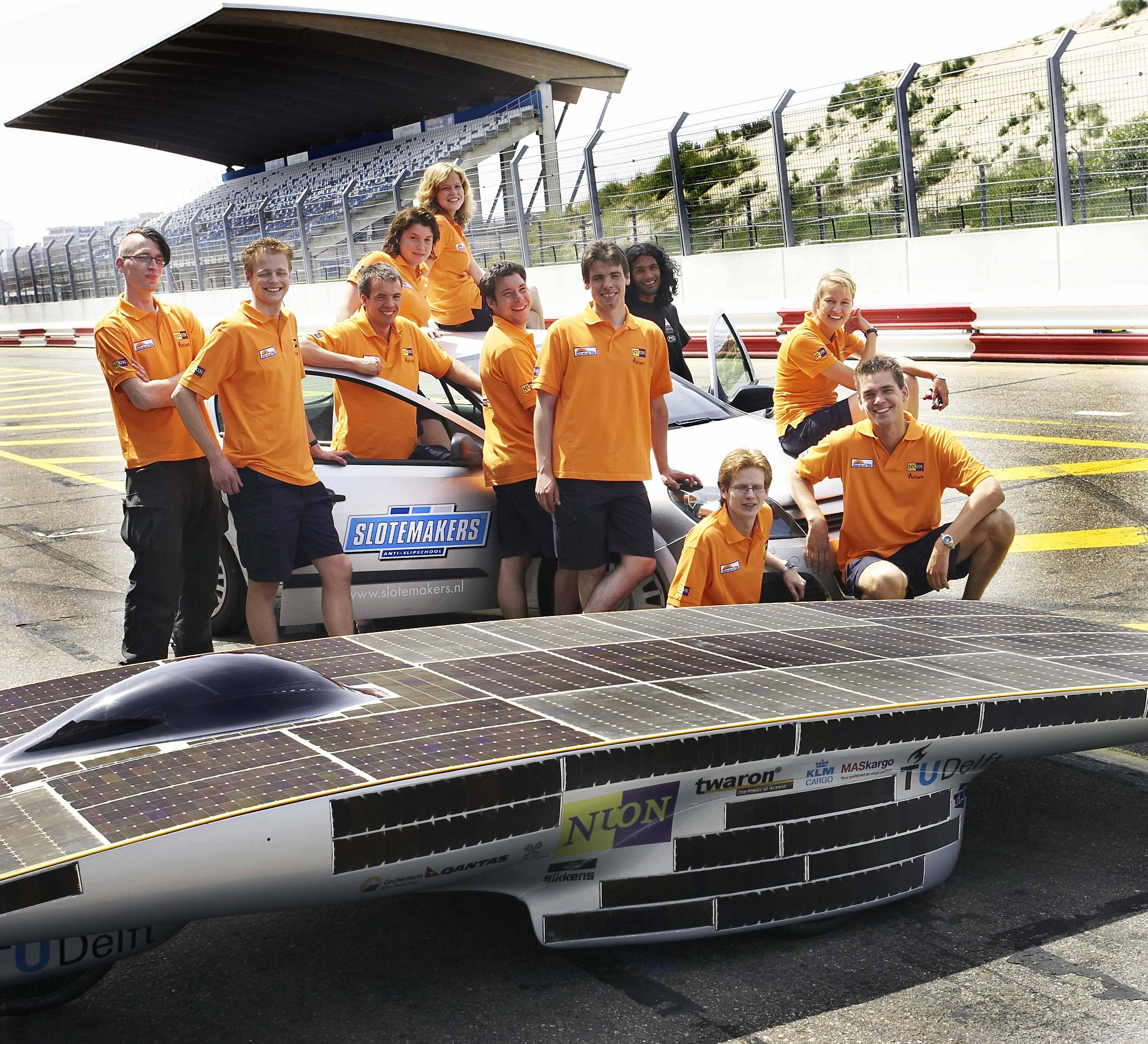
Equipa do Nuna 3, veículo solar competidor no World Solar Challenge.

Ainda que a fotovoltaica ainda não se utiliza de forma generalizada para proporcionar tracção no transporte, está-se a utilizar cada vez em maior medida para proporcionar energia auxiliar em barcos e automóveis. Alguns veículos estão equipados com ar acondicionado alimentado mediante painéis fotovoltaicos para limitar a temperatura interior nos dias de calor, enquanto outros protótipos híbridos utilizam-nos para recarregar as suas baterias sem necessidade de ligar à rede elétrica. Demonstrou-se sobeiramente a possibilidade prática de desenhar e fabricar veículos propulsionados mediante energia solar, bem como barcos e aviões, sendo considerado o transporte rodado o mais viável para a fotovoltaica.
O Solar Impulsione é um projecto dedicado ao desenvolvimento de um avião propulsionado unicamente mediante energia solar fotovoltaica. O protótipo pode voar durante o dia propulsionado pelas células solares que cobrem as suas asas, ao mesmo tempo que carrega as baterias que lhe permitem manter no ar durante a noite.
A energia solar também se utiliza de forma habitual em faróis, boias ou balizas de navegação marítima, veículos de recreio, sistemas de carga para os acumuladores elétricos dos barcos, e sistemas de protecção catódica. O recarregamento de veículos elétricos está a ser cada vez maior na sua importância.

### Fotovoltaica integrada em edifícios

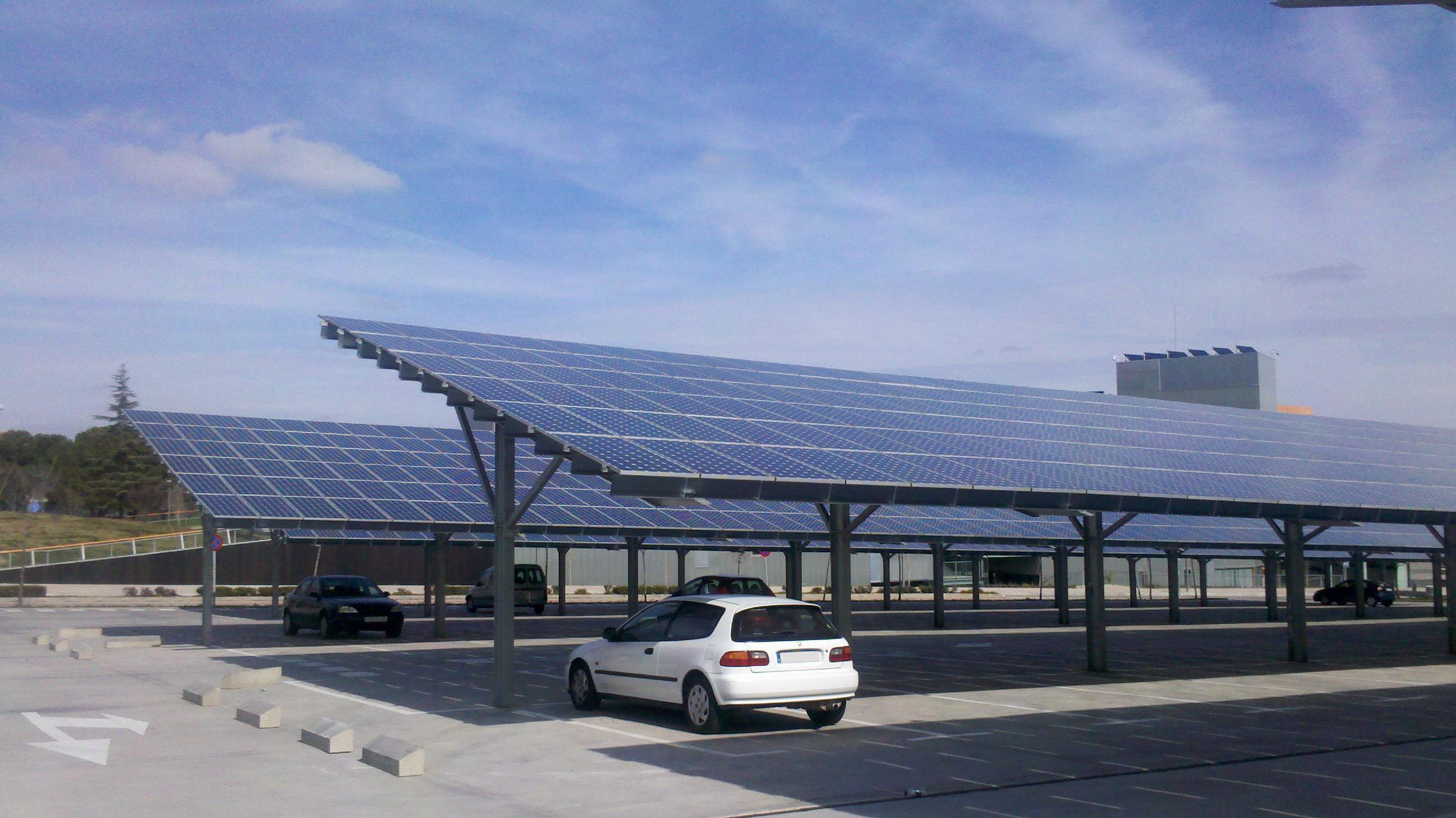
Cobertura solar situada no estacionamento da Universidade Autónoma de Madri (Madri, Espanha).

Muitas instalações fotovoltaicas encontram-se com frequência situadas nos edifícios: normalmente situam-se sobre um telhado já existente, ou bem se integram em elementos da própria estrutura do edifício, como entra luzes, claraboias ou fachadas.
Alternativamente, um sistema fotovoltaico também pode ser montado fisicamente separado do edifício, mas conectado à instalação elétrica do mesmo para fornecer energia. Em 2010, mais de 80 % dos 9000 MWp de fotovoltaica que a Alemanha tinha em funcionamento por então, se tinham instalado sobre telhados.
A fotovoltaica integrada em edifícios (BIPV, em suas siglas em inglês) está a incorporar-se de forma a cada vez mais crescente como fonte de energia elétrica principal ou secundária nos novos edifícios domésticos e industriais, e inclusive em outros elementos arquitectónicos, como por exemplo pontes. Teçe-las com células fotovoltaicas integradas são também bastante comuns neste tipo de integração.
Segundo um estudo publicado em 2011, o uso de imagens térmicas tem demonstrado que os painéis solares, sempre que exista uma brecha aberta pela que o ar possa circular entre os painéis e o teto, proporcionam um efeito de refrigeração passiva nos edifícios durante o dia e também ajudam a manter o calor acumulado durante a noite.

### Fotovoltaica de conexão à rede
Uma dos principais aplicativos da energia solar fotovoltaica mais desenvolvida nos últimos anos, consiste nas centrais conectadas à rede para fornecimento elétrico, bem como os sistemas de autoconsumo fotovoltaico, de potência geralmente menor, mas igualmente ligados à rede elétrica.

## Componentes de uma central solar fotovoltaica
Uma central solar fotovoltaica conta com diferentes elementos que permitem seu funcionamento, como são os painéis fotovoltaicos para a captação da radiação solar, e os inversores para a transformação da corrente contínua em corrente alternada. Existem outros, os mais importantes se mencionam a seguir:

### Painéis solares fotovoltaicos

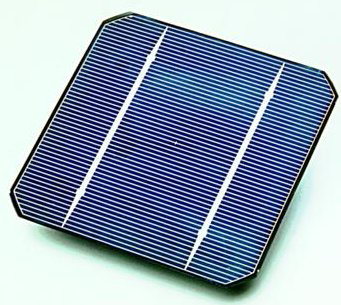
Célula fotovoltaica

Geralmente, um módulo ou painel fotovoltaico consiste numa associação de células, encapsulada em duas capas de EVA (etileno-vinilo-acetato), entre uma lâmina frontal de vidro e uma capa posterior de um polímero termoplástico (frequentemente emprega-se o tedlar) ou outra lâmina de cristal quando se deseja obter módulos com algum grau de transparência. Muito frequentemente este conjunto é enquadrado numa estrutura de alumínio anodizado com o objectivo de aumentar a resistência mecânica do conjunto e facilitar a ancoragem do módulo às estruturas de suporte.
As células empregadas mais comuns nos painéis fotovoltaicos são de silício, e pode-se dividir em três subcategorias:
- As células de silício monocristalino estão constituídas por um único cristal de silício, normalmente manufaturado mediante o processo Czochralski.[109] Este tipo de células apresenta uma cor azul escuro uniforme.
- As células de silício policristalino (também chamado multicristalino) estão constituídas por um conjunto de cristais de silício, o que explica que o seu rendimento seja algo inferior ao das células monocristalinas.[58] Caracterizam-se por uma cor azul mais intenso.
- As células de silício amorfo. São menos eficientes que as células de silício cristalino mas também menos caras. Este tipo de células é, por exemplo, o que se emprega em aplicativos solares como relógios ou calculadoras.[110]

Influência da temperatura
A eficiência dos painéis solares diminui com o aumento de sua temperatura, efeito inerente à sua exposição ao sol. Muitas linhas de pesquisa dedicam-se a buscar maneiras de mitigar essas perdas em instalações reais. Devido à disponibilidade natural e o efeito intuitivo do resfriamento, boa parte das pesquisas nessa área busca a otimização de processos de convecção natural através do vento. Devido às dificuldades em se controlar os movimentos naturais do vento na natureza, há uma preferência por simulações computacionais ou pelo uso de prototipos em túneis de vento, o que permite um maior controle das variáveis influentes no comportamento energético da instalação. A maioria dos resultados experimentais obtidos nessa área advém de análises térmicas de instalações isoladas, geralmente para aplicações híbridas (painel fotovoltaico com aproveitamento do calor gerado através de um trocador de calor). Os resultados, que ajudam a fomentar a ideia dos benefícios do resfriamento do vento, são corretos até certo ponto: em instalações de maior porte, variações nos regimes de fluxo de ar ao longo do gerador induzem diferenças de temperatura que, consequentemente, provocam perdas de energia. Esse resultado, aparentemente contra-intuitivo, dada a própria natureza do comportamento dos paineis e do efeito do vento em qualquer superfície de elevada temperatura, é respaldado pela própria mecânica dos fluidos. Apesar da natureza inerentemente turbulenta do vento natural, é possível entender seu comportamento com grande acurácia através de um comportamento esperado para os casos ideais, possibilitando a análise de interações complexas em escala real de maneira relativamente simples.  

### Inversores

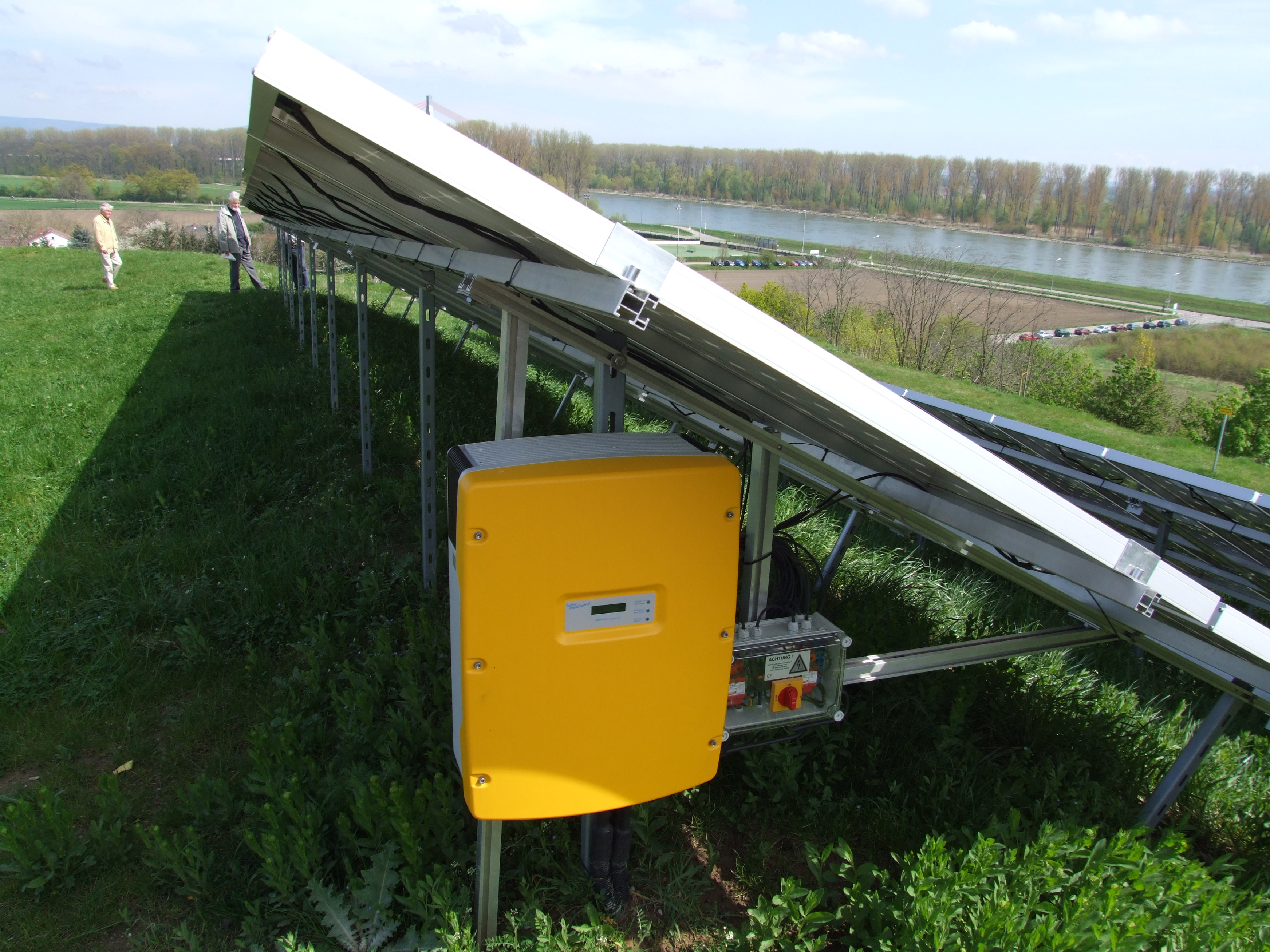
Um inversor solar instalado numa central de conexão a rede em Speyer, Alemanha.

A corrente elétrica contínua que proporcionam os módulos fotovoltaicos se pode transformar em corrente alternada mediante um aparelho eletrônico chamado inversor e injetar na rede elétrica (para venda de energia) ou bem na rede interior (para autoconsumo).
O processo, simplificado, seria o seguinte:
- Gera-se a energia a baixas tensões (380-800 V) e em corrente contínua.
- Transforma-se com um inversor em corrente alternada.
- Em centrais de potência inferior a 100 kWp injeta-se a energia diretamente à rede de distribuição em baixa tensão (400 V em trifásico ou 230 V em monofásico).
- E para potências superiores aos 100 kWp utiliza-se um transformador para elevar a energia a média tensão (15 ou 25 kV) e injeta-se nas redes de transporte para seu posterior fornecimento.

### Seguidores solares

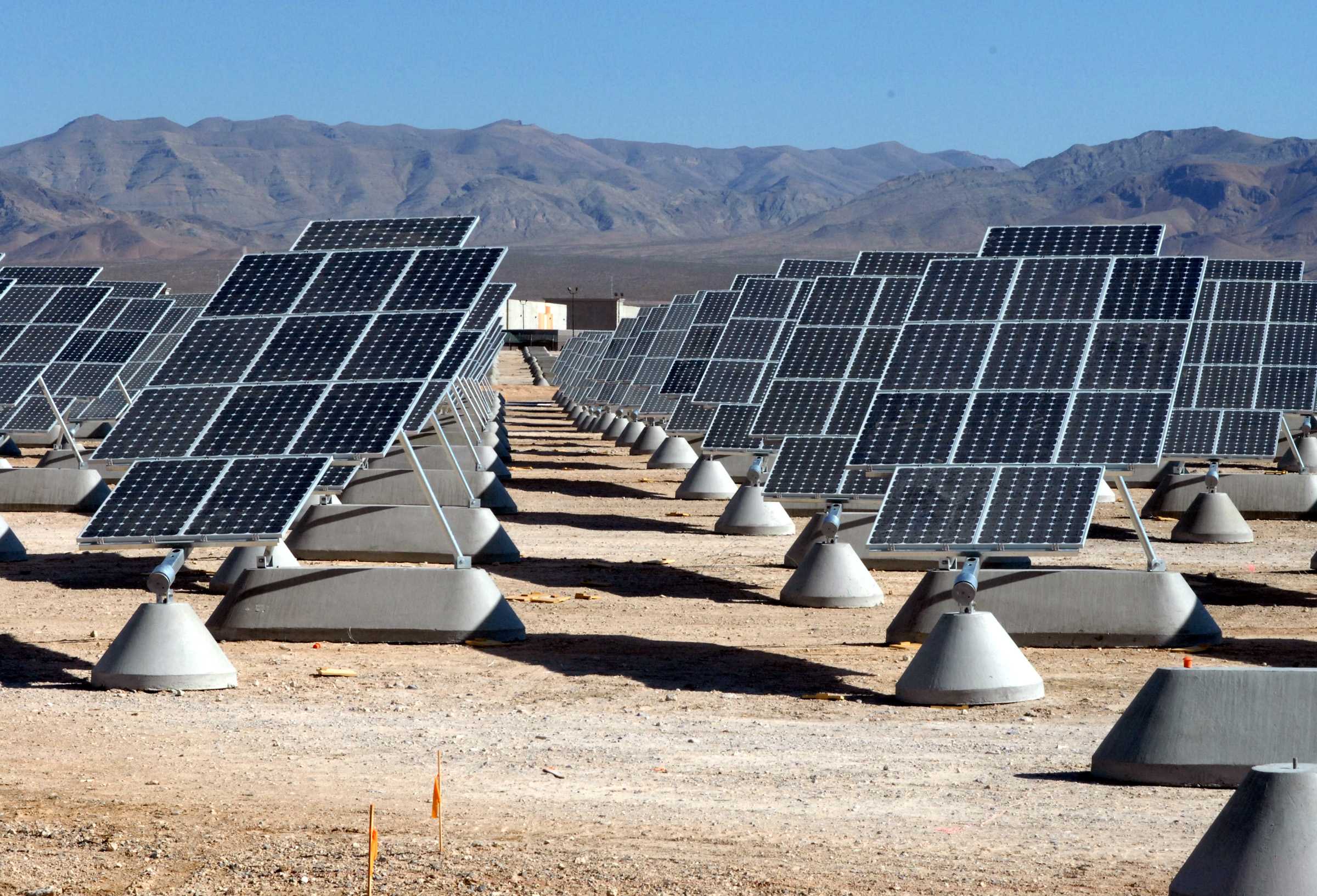
Central solar situada na Base da Força Aérea Nellis (Nevada, Estados Unidos). Estes painéis seguem o percurso do Sol sobre um eixo.

O uso de seguidores a um ou dois eixos permite aumentar consideravelmente a produção solar, em torno de 30 % para os primeiros e um 6 % adicional para os segundos, em lugares de elevada radiação direta.
Os seguidores solares são bastante comuns em aplicativos fotovoltaicos. Existem de vários tipos:
- Em dois eixos: a superfície mantém-se sempre perpendicular ao Sol.
- Num eixo polar: a superfície gira sobre um eixo orientado ao sul e inclinado um ângulo igual à latitude. O giro ajusta-se para que a normal à superfície coincida em todo momento com o meridiano terrestre que contém ao Sol.
- Num eixo azimutal: a superfície gira sobre um eixo vertical, o ângulo da superfície é constante e igual à latitude. O giro ajusta-se para que a normal à superfície coincida em todo momento com o meridiano local que contém ao Sol.
- Num eixo horizontal: a superfície gira num eixo horizontal e orientado em direcção norte-sul. O giro ajusta-se para que a normal à superfície coincida em todo momento com o meridiano terrestre que contém ao Sol.

### Condutor elétrico

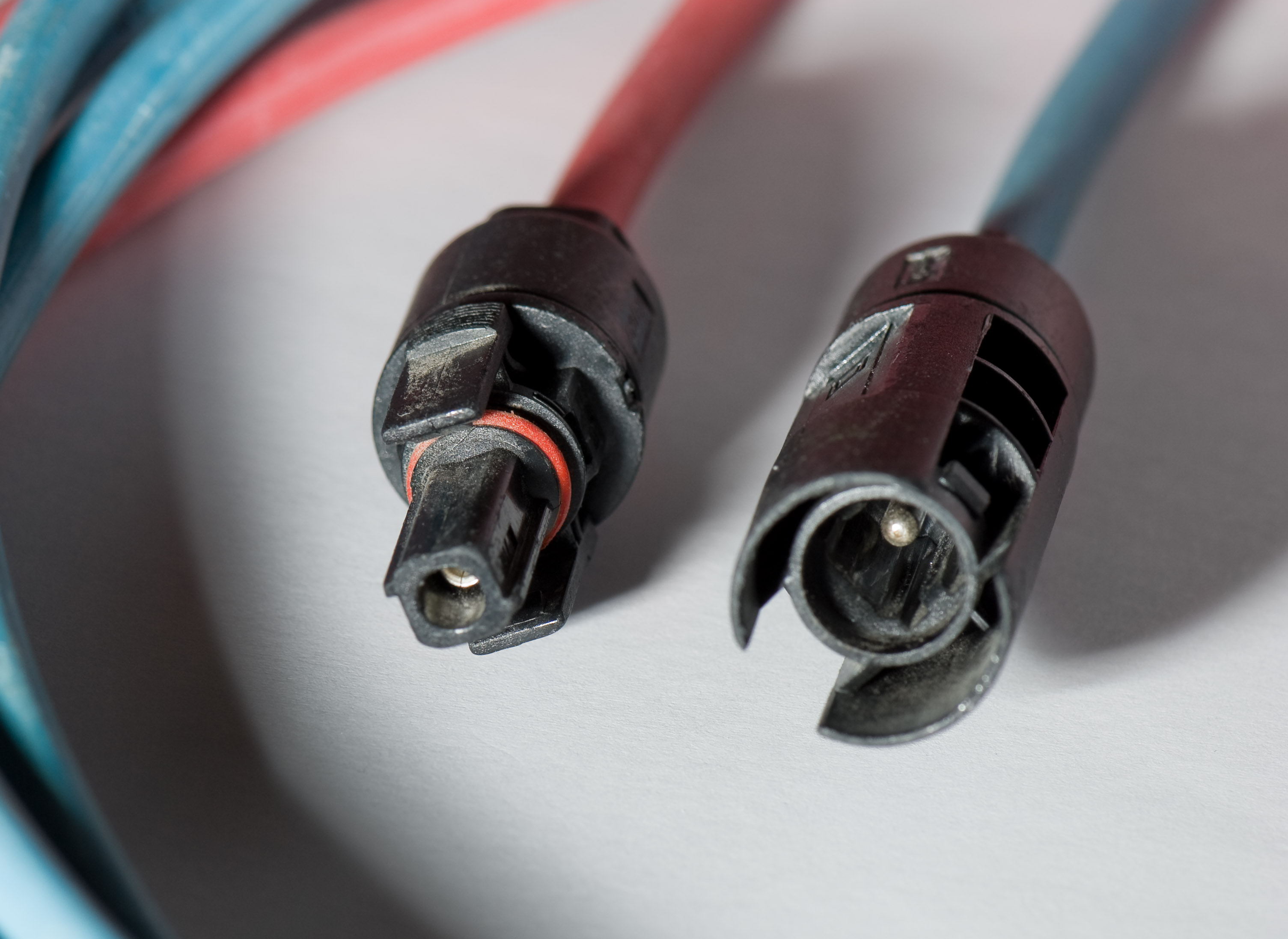
Conectores de um painel solar, utilizados para transportar a corrente contínua gerada pelo mesmo até o inversor, onde se transforma geralmente em corrente alternada para sua posterior utilização.

É o elemento que transporta a energia elétrica desde a sua geração, para sua posterior distribuição e transporte. Seu dimensionamento vem determinado pelo critério mais restritivo entre a máxima queda de tensão admissível e a intensidade máxima admissível. Aumentar as seções do condutor que se obtêm como resultado dos cálculos teóricos contribui vantagens acrescentadas como:
- Linhas mais descarregadas, o que prolonga a vida útil dos condutores.
- Possibilidade de aumento de potência da central sem mudar o condutor.
- Melhor resposta a possíveis Curto-circuitos.
- Melhora do rácio de performance (PR) da instalação.

### Centrais de concentração fotovoltaica

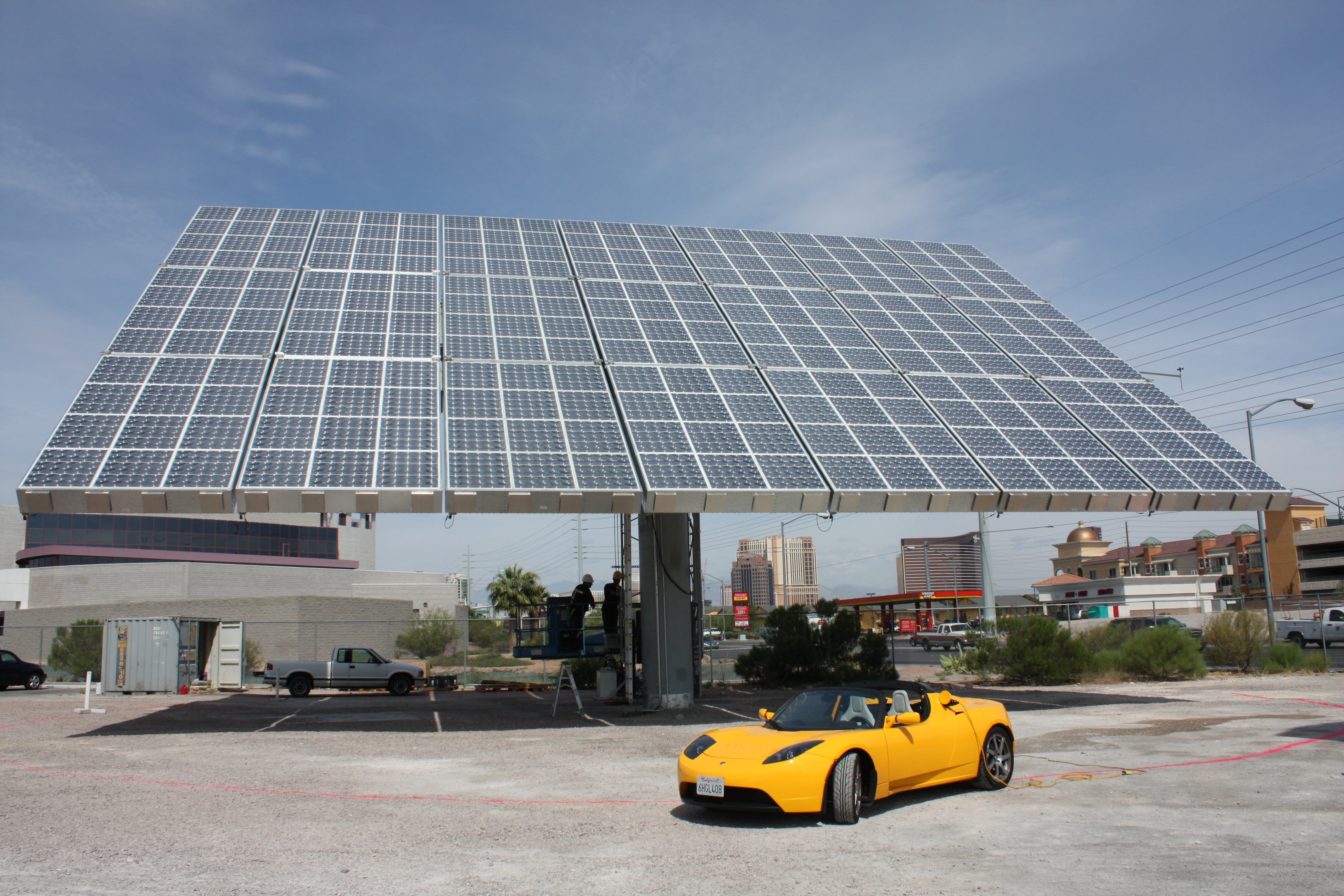
Seguidor solar dotado com painéis de concentração fotovoltaica, capaz de produzir 53 kW. A seu lado encontra-se o veículo elétrico Tesla Roadster, permitindo apreciar sua escala.

Outro tipo de tecnologia nas centrais fotovoltaicas são as que utilizam uma tecnologia de concentração chamada CPV pelas suas siglas em inglês (Concentrated Photovoltaics) para maximizar a energia solar recebida pela instalação, ao igual que numa central térmica solar. As instalações de concentração fotovoltaica situam-se em localizações de alta irradiação solar direta, como são os países de ambos bordas do Mediterrâneo, Austrália, Estados Unidos, China, África do Sul, México, etc. Até ao ano 2006 estas tecnologias faziam parte do âmbito de investigação, mas nos últimos anos puseram-se em marcha instalações de maior tamanho como a de ISFOC (Instituto de Sistemas Solares Fotovoltaicos de Concentração) em Puertollano (Castela-Mancha) com 3 MWp fornecendo eletricidade à rede elétrica.
A ideia básica da concentração fotovoltaica é a substituição de material semicondutor por material reflexivo ou refractante (mais barato). O grau de concentração pode atingir um fator de 1000, de tal modo que, dada a pequena superfície de célula solar empregada, se pode utilizar a tecnologia mais eficiente (tripla união, por exemplo). Por outro lado, o sistema óptico introduz um fator de perdas que faz recuperar menos radiação que a fotovoltaica plana. Isto, unido à elevada precisão dos sistemas de rastrear, constitui a principal barreira a resolver pela tecnologia de concentração.
Recentemente anunciou-se o desenvolvimento de centrais de grandes dimensões (acima de 1 MW). As centrais de concentração fotovoltaica utilizam um seguidor de duplo eixo para possibilitar um máximo aproveitamento do recurso solar durante todo o dia.

## Desenvolvimento pelo mundo

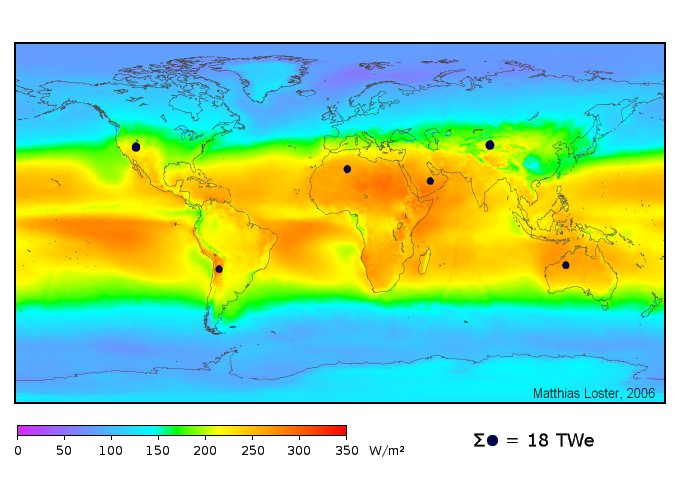
Mapa-múndi de radiação solar. Os pequenos pontos no mapa mostram a área total de fotovoltaica necessária para cobrir a procura mundial de energia usando painéis solares com uma eficiência de 8 %.

Historicamente,  os Estados Unidos liderou a instalação de energia fotovoltaica desde os seus inícios até 1996, quando a sua capacidade instalada atingia os 77 MW, mais que qualquer outro país até a data. Nos anos posteriores, foram superados pelo Japão, que manteve a liderança até que a sua vez Alemanha a ultrapassou em 2005, mantendo a liderança desde então. A começos de 2015, a Alemanha aproximava-se aos 40 GWp instalados. No entanto, a China é um dos países onde a fotovoltaica está a experimentar um crescimento mais vertiginoso. Espera-se que triplique a sua potência instalada atual até os 70 GWp em 2017, se convertendo em curto prazo no maior produtor de energia fotovoltaica do mundo.

### China

Capacidade fotovoltaica total instalada na China entre 2000 e 2014.

Quota de mercado dos principais países produtores de células fotovoltaicas entre 1995 e 2013.

A energia fotovoltaica converteu-se numa das maiores indústrias da República Popular da China. O país asiático conta com umas 400 empresas fotovoltaicas, entre as que destacam Suntech e Yingli. Em 2014 produzia aproximadamente a metade dos produtos fotovoltaicos que se fabricam no mundo (China e Taiwan juntos somam mais de 60 % de cota). A produção de painéis e células fotovoltaicas na China incrementou-se notavelmente durante a última década: em 2001 mantinha uma quota inferior ao 1 % do mercado mundial, enquanto pelas mesmas datas, Japão e Estados Unidos somavam mais de 70 % da produção mundial. No entanto, a tendência inverteu-se e na atualidade a China supera amplamente ao resto dos produtores.
A capacidade de produção de painéis solares chineses praticamente se quadruplicou entre os anos 2009 e 2011, superando inclusive a demanda mundial. Como resultado, a União Europeia acusou a indústria chinesa de estar a realizar dumping, isto é vendendo os seus painéis a preços abaixo do custo, impondo impostos à importação deste material.
Batendo todas as previsões, a China acrescentou 5 GWp de energia fotovoltaica em 2012, levando a potência total instalada no país até um total a mais de 8 GW, tendo previsto superar a barreira dos 10 GWp em 2013. Pulverizando de novo todas as estimativas, no final de 2014 tornou-se público que a China contava já com cerca de 28 GWp de potência fotovoltaica, depois de instalar 20 GWp ao longo de 2013 e 2014. No primeiro trimestre de 2015, a China instalou 5 GWp fotovoltaicos, acumulando em só 3 meses a mesma potência fotovoltaica instalada por países como a França ou a Espanha em toda a sua história.
A instalação de energia fotovoltaica instalou-se com um crescimento espetacular no país asiático, superando inclusive as previsões iniciais. Devido a tão rápido crescimento as autoridades chinesas viram-se obrigadas a reavaliar em várias ocasiões o seu objetivo de potência fotovoltaica. A potência total instalada na China pode crescer até os 70 GWp em 2017, de acordo aos últimos planos da comissão reguladora do país. Para 2020, a China espera contar com uma potência fotovoltaica de 100 GW.
Este crescimento reflete a abrupta descida de custos da energia fotovoltaica, que atualmente começa a ser uma opção mais barata que outras fontes de energia, tanto a preços minoristas como comerciais. Fontes do governo Chinês tem afirmado que a fotovoltaica apresentará preços mais competitivos que o carvão e o gás (contribuindo também uma maior independência energética) no final desta década.

### Alemanha
A Alemanha é um dos líderes mundiais na instalação de energia fotovoltaica, com uma potência instalada no início de 2015 superior aos 38 gigawatts (GWp). Só em 2011, Alemanha instalou cerca de 7,5 GWp, e a fotovoltaica produziu 18 TW·h de eletricidade, ou 3 % do total consumido no país.
O mercado fotovoltaico na Alemanha tem crescido consideravelmente desde os princípios do século XXI graças à criação de uma tarifa regulada para a produção de energia renovável, que foi introduzida pela "German Renewable Energy Act", lei publicada no ano 2000. Desde então, e até 2006 o custo das instalações fotovoltaicas tem descido mais de 50 % em cinco anos. A Alemanha marcou o objetivo de produzir o 35 % da eletricidade mediante energias renováveis em 2020 e atingir os 100 % em 2050.
Em 2012, as tarifas introduzidas custavam à Alemanha uns 14 000 milhões de euros por ano, tanto para as instalações eólicas como solares. Este custo é repartido entre todos os contribuintes mediante um sobre custo de 3,6 cêntimos de € por kWh (aproximadamente os 15 % do custo total da eletricidade para o consumidor doméstico).
A considerável potência instalada na Alemanha tem protagonizado vários recordes durante os últimos anos. Durante dois dias consecutivos de maio de 2012, por exemplo, centrais solares fotovoltaicas instaladas no país produziram 22 000 MWh na hora do meio dia, o que equivale à potência de geração de vinte centrais nucleares trabalhando a plena capacidade. A Alemanha pulverizou este recorde em 21 de julho de 2013, com uma potência instantânea de 24 GWp a meio dia. Devido ao tipo altamente distribuído da fotovoltaica alemã, aproximadamente 1,3–1,4 milhões de pequenos sistemas fotovoltaicos contribuíram a esta nova marca. Aproximadamente 90 % dos painéis solares instalados na Alemanha encontram-se situados sobre telhado.
Em junho de 2014, a fotovoltaica alemã voltou a bater recordes durante vários dias, ao produzir até o 50,6 % de toda a demanda elétrica durante um sozinho dia, e superar o anterior recorde de potência instantânea até os 24,24 GW.
No início do verão de 2011, o Governo alemão anunciou que o esquema atual de tarifas reguladas concluiria quando a potência instalada atingisse os 52 GWp. Quando isto suceda, Alemanha aplicará um novo esquema de tarifas de injeção cujos detalhes não se conhecem ainda.
Não obstante, consciente de que o armazenamento de energia mediante baterias é indispensável para o arranque em massa de renováveis como a energia eólica ou a fotovoltaica, dada sua intermitência, a 1 de maio de 2013 a Alemanha pôs em funcionamento um novo programa de ajudas para incentivar sistemas fotovoltaicos com baterias de armazenamento. Desta maneira, financia-se as instalações fotovoltaicas menores de 30 kWp que instalem baterias e acumulem eletricidade, com 660 euros por cada kW de armazenamento de bateria. O programa está dotado com 25 milhões de euros anuais repartidos em 2013 e 2014, e desta forma consegue-se dispor da energia quando o recurso não esteja disponível –não tenha vento ou seja de noite–, além de facilitar a estabilidade do sistema elétrico.

### Japão
A energia fotovoltaica no Japão, expandiu-se rapidamente desde a década de 1990. O país é um dos líderes na fabricação de módulos fotovoltaicos e se encontra entre os primeiros postos em termos de potência instalada, com mais de 23 GWp no final de 2014, a maior parte conectada a rede. A irradiação no Japão é óptima, situando-se entre 4,3 e 4,8 kWh·m²·dia, convertendo num país ideal para o desenvolvimento deste tipo de energia.
A venda de módulos fotovoltaicos para projetos comerciais tem crescido rapidamente depois da introdução por parte do Governo japonês em julho de 2012 de uma tarifa para o incentivo da fotovoltaica depois do acidente nuclear de Fukushima e a paralisação da maioria das centrais nucleares que tem o país.
Só durante o primeiro semestre de 2012, venderam-se módulos por um equivalente de 1072 MW, segundo se desprende dos dados da Associação Japonesa de Energia Fotovoltaica (Japan Photovoltaic Energy Association, JPA). A maioria desse volume (738 MW), procede de fabricantes locais, entre os que destacam Kyocera, Sharp Corporation, Mitsubishi ou Sanyo, enquanto 335 MWp foram importados. Tradicionalmente, o mercado fotovoltaico tem estado muito deslocado ao segmento residencial, monopolizando até os 97 % da capacidade instalada em todo o país até 2012. Ainda que esta tendência está a inverter-se, ainda mais de 75 % das células e módulos vendidos no Japão no início de 2012 tiveram como destino projetos residenciais, enquanto cerca de 9 % empregaram-se em instalações fotovoltaicas comerciais.
Em 2014, a potência fotovoltaica instalada no Japão atingiu o seu recorde histórico com 10 GW, comparados com os 7 GWp instalados em 2013. No final de 2014, a potência total fotovoltaica instalada no país situava-se em torno dos 23 GW, que contribuíam aproximadamente uns 2,5 % à demanda elétrica do país. Durante o verão de 2015, informou-se que a produção fotovoltaica no Japão tinha coberto em determinados momentos os 10 % da procura total nacional.
A previsão aponta a que o mercado fotovoltaico japonês crescerá ainda mais nos próximos anos, acrescentando só em 2015 outros 10,4 GWp mais.

### Estados Unidos
Os Estados Unidos é desde 2010 um dos países com maior atividade no mercado fotovoltaico, conta com grandes empresas do setor, como First Solar ou SolarCity, bem como numerosas centrais de conexão a rede. No início de 2015, os Estados Unidos superou os 20 GWp de potência fotovoltaica instalada, suficiente para proporcionar eletricidade a mais de 4 milhões de lares, depois de instalar 8 GWp só em 2014.
Ainda que os Estados Unidos não mantenha uma política energética nacional uniforme em todo o país no referente a fotovoltaica, muitos estados têm fixado individualmente objetivos em matéria de energias renováveis, incluindo neste planeamento à energia solar em diferentes proporções. Neste sentido, o governador de Califórnia Jerry Brown tem assinado uma legislação requerendo que os 33 % da eletricidade do estado se gere mediante energias renováveis no final de 2020.
Um relatório privado recolhe que a energia solar fotovoltaica se expandiu rapidamente durante os últimos 8 anos, crescendo a uma média de 40 % a cada ano. Graças a esta tendência, o custo do kWh produzido mediante energia fotovoltaica viu-se enormemente reduzido, enquanto o custo da eletricidade gerada mediante combustíveis fósseis não tem deixado de incrementar. Como resultado, o relatório conclui que em 2015 a fotovoltaica atingirá a paridade de rede em frente às fontes de energia convencionais em muitas regiões dos Estados Unidos. Mas para atingir uma quota no mercado energético de 10 %, prossegue o relatório, as companhias fotovoltaicas precisarão modernizar ainda mais as instalações, de forma que a energia solar se converta numa tecnologia diretamente usável ("plug-and-play"). Isto é, que seja singelo adquirir os componentes de cada sistema e sua interconexão seja simples, ao igual que sua conexão à rede.
Atualmente a maioria das instalações são ligadas a rede e utilizam sistemas de balanço neto que permitem o consumo de eletricidade nocturno de energia gerada durante o dia. Nova Camisola lidera os Estados com a lei de balanço neto menos restritiva, enquanto Califórnia lidera o número total de lares com energia solar. Muitos deles foram instalados durante a iniciativa million solar roof (um milhão de telhados solares).

A tendência e o ritmo de crescimento atuais indicam que nos próximos anos construir-se-á um grande número de centrais fotovoltaicas no sul e sudoeste do país, onde o terreno disponível é abundante, nos soalheiros desertos da Califórnia, Nevada e Arizona. As empresas estão a adquirir a cada vez em maior medida grandes superfícies nestas zonas, com a intenção de construir maiores centrais a grande escala.

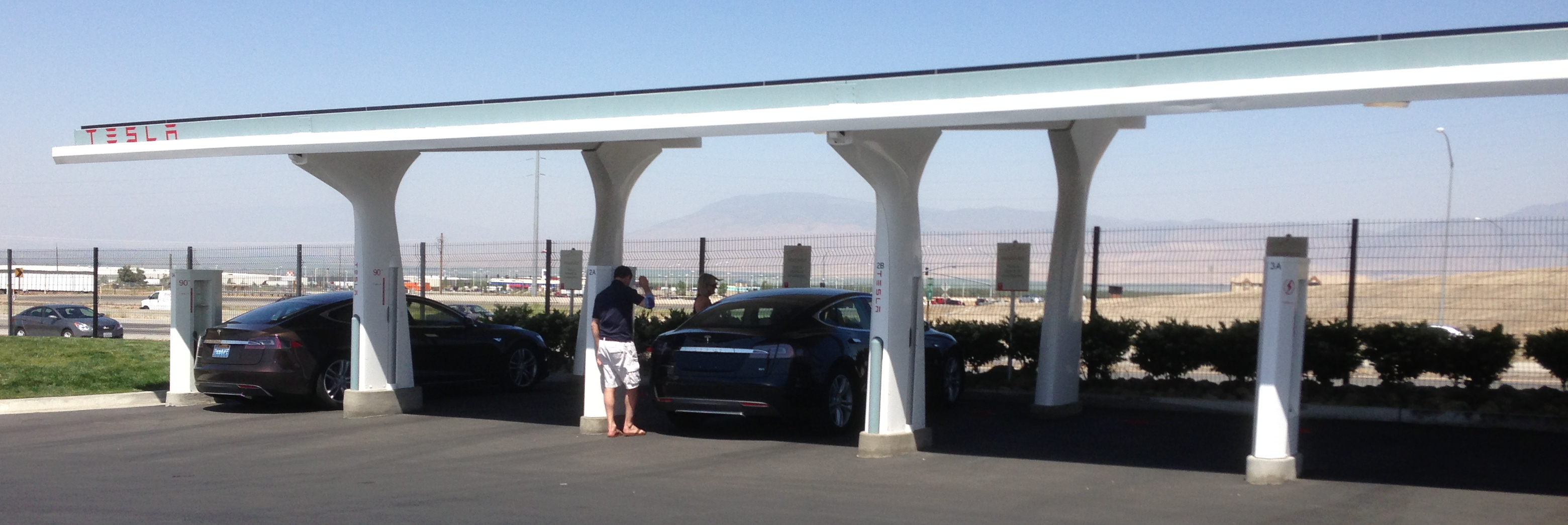
Estação de carga de automóveis elétricos alimentada por energia solar da Tesla Motors, em Tejon Ranch, Califórnia

### Itália
A Itália encontra-se entre os primeiros países produtores de eletricidade procedente de energia fotovoltaica, graças ao programa de incentivos chamado Conto Energia. O crescimento tem sido exponencial nos últimos anos: a potência instalada se triplicou em 2010 e se quadruplicou em 2011, chegando a produzir em 2012 os 5,6 % da energia total consumida no país.
Este programa contava com um orçamento total de 6700 milhões de €, atingido dito limite o Governo tem deixado de incentivar as novas instalações, ao ter-se atingido a paridade de rede. Um relatório publicado em 2013 pelo Deutsche Bank concluía que efetivamente a paridade de rede se tinha atingido na Itália e outros países do mundo. O setor tem chegado a proporcionar trabalho a umas 100 000 pessoas, especialmente no setor do desenho e instalação de ditas centrais solares.
Desde a segunda metade de 2012 está vigente uma nova legislação que obriga a registar todas as centrais superiores a 12 kW; as de potência menor (fotovoltaica de telhado em residências) estão isentas de registo. No final de 2014, a potência total instalada acercava-se aos 19 GW, supondo uma produção energética tão importante que várias centrais de gás operavam a metade do seu potencial durante o dia.

### França
O mercado francês é o terceiro mais importante dentro da União Europeia, depois dos mercados da Alemanha e Itália. No final de 2014 contava com mais de 5 GWp instalados, e mantém atualmente um crescimento sustentado, estimando-se que em 2015 ligará à rede elétrica 1 GWp adicional à capacidade atual. Recentemente, o país galo incrementou a cota dos seus leilões para energia fotovoltaica de 400 a 800 MW, como consequência do reconhecimento governamental à cada vez maior competitividade da energia solar.
A central fotovoltaica maior da Europa, um projeto de 300 MW chamado Cestas, constrói-se atualmente em terreno francês. Sua entrada em funcionamento está prevista para finais de 2015, proporcionando ao setor fotovoltaico um exemplo a seguir pelo resto da indústria europeia.

### Reino Unido
A energia solar no Reino Unido, ainda que relativamente desconhecida, tem descolado muito rapidamente em anos recentes, devido à drástica queda do preço dos painéis fotovoltaicos e a introdução de tarifas reguladas a partir de abril de 2010. Em 2014, tinha recenseadas já umas 650.000 instalações solares nas ilhas britânicas, com uma capacidade total próxima aos 5 GW. A Central solar maior do país encontra-se em Southwick Estate, perto de Fareham, e conta com uma potência de 48 MWp. Foi inaugurada em março de 2015.
Em 2012, o governo britânico de David Cameron comprometeu-se a abastecer 4 milhões de lares mediante energia solar em menos de 8 anos, o que equivale a instalar uns 22 GW de capacidade fotovoltaica antes de 2020.

#### Índia

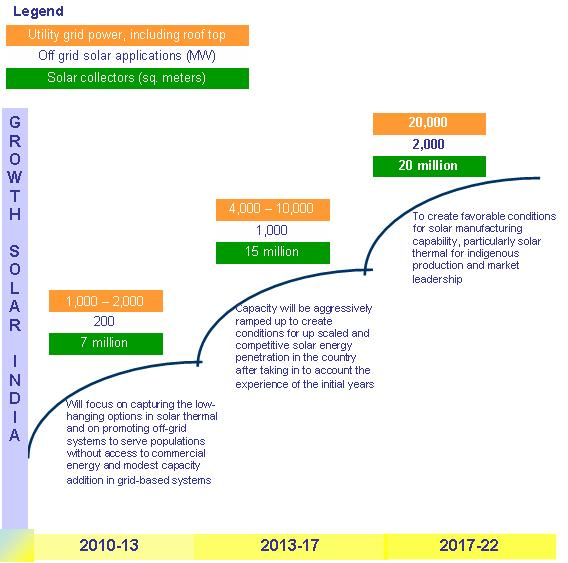
Objetivos do programa solar estabelecido pelo governo na Índia, até 2022.

A Índia está densamente povoada e tem também uma grande irradiação solar, o que faz do país um dos melhores candidatos para o desenvolvimento da fotovoltaica. Por enquanto propuseram-se alguns projetos a grande escala, e uma área de 35 000 km² no deserto de Thar reservou-se para projetos solares, suficientes para gerar entre 700 GWp e 2100 GWp.
Em julho de 2009, a Índia anunciou um programa de 19 000 milhões de dólares para produzir 20 GW de energia solar para 2020. Conforme este plano, o uso de instalações solares e os seus aplicativos seria obrigatório em todos os edifícios governamentais, ao igual que em hospitais e hotéis.
De acordo com um relatório de 2011, a Índia encontra-se ante um conjunto de fatores coadjuvantes que permitirá a adopção da fotovoltaica a um "ritmo frenético durante os próximos 5 anos e posteriormente". A queda no preço dos painéis fotovoltaicos, principalmente da China mas também dos Estados Unidos, tem coincidido com um incremento do preço da eletricidade na Índia. O apoio do governo e a abundância do recurso solar têm ajudado a impulsionar a adopção da tecnologia solar, mas seguramente tenha-se precisado também outro fator importante. Índia, "como economia em via de desenvolvimento com uma emergente classe média, enfrenta agora uma escassez de energia elétrica que em ocasiões chega a supor entre os 10 e os 13 % das necessidades diárias".
O parque solar Charanka, de 214 MW (um dos maiores do mundo) foi posto em serviço em abril de 2012, junto a um total de 605 MW na região de Gujarate, representando dois terços de toda a potência fotovoltaica instalada no país. A construção de outros grandes parques solares tem sido anunciada no estado de Rajastão. Também o parque solar de Dhirubhai Ambani, de 40 MW, foi inaugurado em 2012.

### Outros mercados

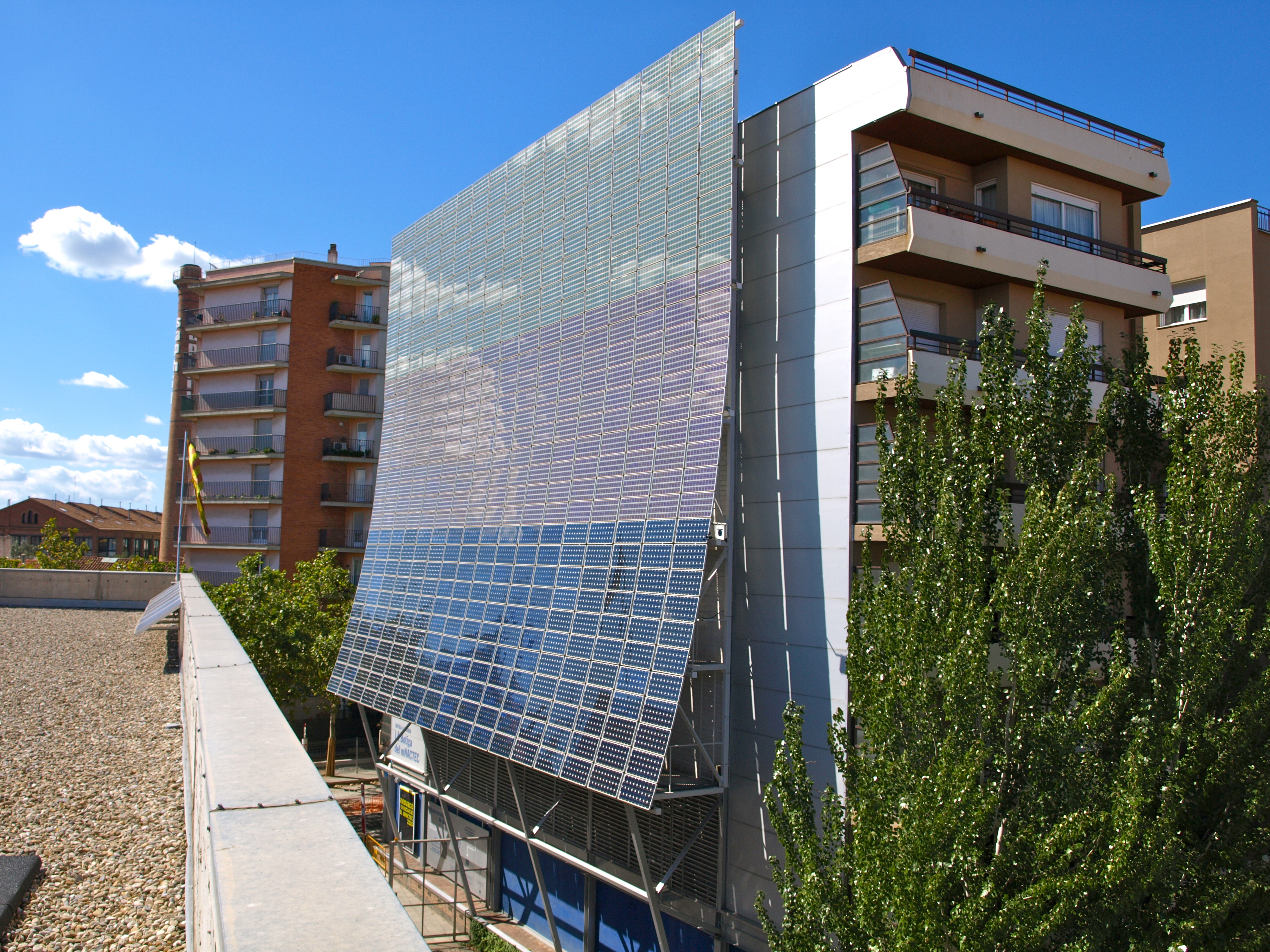
Fachada fotovoltaica no edifício MNACTEC (Tarrasa, Espanha).

#### Portugal
A capacidade instalada em energia fotovoltaica era de 56,5 MW em dezembro de 2008, tendo produzido 38,1 GWh de energia elétrica nesse ano (0,07 % do consumo).
Quanto ao aquecimento de água, estima-se que a área instalada de coletores solares rondasse os 390 mil metros quadrados no fim de 2008, o que ainda está longe do milhão de metros quadrados pretendidos para o final de 2010.

#### Espanha
A Espanha é um dos países da Europa com maior irradiação anual, tornando o uso da energia solar neste país bastante rentável. Regiões como o norte da Espanha, que geralmente se consideram pouco adequadas para a energia fotovoltaica, recebem mais irradiação anual que a média na Alemanha, país que mantém desde alguns anos a liderança na promoção da energia solar fotovoltaica.
Desde o início da década de 2000, em concordância com as medidas de apoio às energias renováveis que se estavam a levar a cabo no resto da Europa, aprovaram-se leis que estabeleceram as condições técnicas e administrativas, e que supuseram o início de um lento arranque da fotovoltaica na Espanha. Em 2004, o governo espanhol eliminou as barreiras económicas para a conexão das energias renováveis à rede elétrica. O Real Decreto 436/2004 igualou as condições para a sua produção a grande escala, e garantiu a sua venda mediante prêmios à geração.
Graças a esta regulação, e o posterior RD 661/2007, a Espanha foi no ano 2008 um dos países com mais potência fotovoltaica instalada do mundo, com 2708 MW instalados num só ano. No entanto, posteriores modificações na legislação do setor reduziram a construção de novas centrais fotovoltaicas, de tal forma que em 2009 se instalaram tão só 19 MW, em 2010, 420 MW, e em 2011 se instalaram 354 MW, correspondendo ao 2 % do total da União Europeia. No início de 2012, o Governo espanhol aprovou um Real Decreto Lei pelo que se paralisou a instalação de novas centrais fotovoltaicas e demais energias renováveis. No final de 2014 a potência fotovoltaica instalada na Espanha ascendia a 4672 MW.
Em termos de produção energética, em 2010 a energia fotovoltaica cobriu em Espanha aproximadamente o 2 % da geração de eletricidade, enquanto em 2011 e 2012 representou o 2,9 %, e em 2013 o 3,1 % da geração elétrica segundo dados do operador, Rede Elétrica.

#### América Latina
Na América Latina, a fotovoltaica tem começado a descolar nos últimos anos. Propôs-se a construção de um bom número de centrais solares em diversos países, ao longo de toda a região, com projetos inclusive acima de 100 MW no Chile.
O México tem um enorme potencial relativo a energia solar. Cerca de 70 % do seu território apresenta uma irradiação superior a 4,5 kWh/m²/dia, o que o converte num país muito soalheiro, e implica que utilizando a tecnologia fotovoltaica atual, uma central solar de 25 km² em qualquer lugar do estado de Chihuahua ou no deserto de Sonora (que ocuparia perto de 0,01 % da superfície do México) poderia proporcionar toda a eletricidade demandada pelo país.
O México de facto já lidera a produção solar na América Latina. Uma central fotovoltaica de 46,8 MW encontra-se em construção no Porto Libertem (Sonora).A central, originalmente desenhada para albergar 39 MW, ampliou-se para permitir a geração de 106 728 000 kWh/ano. Outro projeto de 30 MW encontra-se em construção em La Paz (Baixa Califórnia Sul). Uma vez finalizado, proporcionará eletricidade a umas 160 000 moradias.
Espera-se que o México observe um maior crescimento nos próximos anos, com o fim de atingir o objetivo de cobrir o 35 % da sua demanda energética a partir de energias renováveis em 2024, segundo uma lei aprovada pelo governo mexicano em 2012. No início de 2014, o México tinha previstos projetos fotovoltaicos por uma potência de 300 MW, dos quais aproximadamente 100 MW começaram a desenvolver-se durante o último trimestre de 2013.
Outros países sul-americanos têm começado a instalar centrais fotovoltaicas a grande escala, entre eles Chile e Peru. O Chile inaugurou em junho de 2014 uma central fotovoltaica de 100 MW, que se converteu na maior realizada até à data na América Latina. O elevado preço da eletricidade e os altos níveis de radiação que existem no norte de Chile, têm promovido a abertura de um importante mercado livre de subsídios.

#### Brasil
Do total matriz energética brasileira, menos de 0,0008 % era produzido através 'sistemas solares fotovoltaicos', de acordo com dados de 2015. Em 2018 o país começou a implantar energia solar em larga escala, e em abril de 2021, já tinha uma capacidade instalada de 8,9 GW, que correspondia a quase 2% da geração energética nacional.  Em 2020 o país já era o 14° país do mundo em termos de potência instalada de energia solar. O Brasil recebe uma irradiação (número de horas de brilho do Sol) superior a 3000 horas por ano, sendo que na região Nordeste há uma incidência média diária entre 4,5 a 6 kWh. É o país com a maior taxa de irradiação solar do mundo.
Em agosto de 2011 foi inaugurada no município de Tauá, no sertão do Ceará, a MPX Tauá, primeira usina solar fotovoltaica a gerar eletricidade em escala comercial no Brasil. A usina tem capacidade inicial de geração de 1 megawatt pico. A maior usina solar do país, construída pela Tractebel Energia, é composta por 19.424 painéis solares e está localizada em uma área de 10 hectares às margens da BR-101, no município de Tubarão, estado de Santa Catarina, e gera energia 3 MW, suficiente para abastecer cerca de 2.500 residências. O projeto faz parte de um investimento de pesquisa e desenvolvimento da Agência Nacional de Energia Elétrica (Aneel) em parceria com a Universidade Federal de Santa Catarina (UFSC). O Brasil em mudança está a experimentar um crescimento mais lento do setor, em parte devido à elevada geração mediante energia hidráulica no país, ainda que o estado de Minas Gerais lidera o esforço, depois da aprovação por parte do governo brasileiro de uma fábrica de células e painéis fotovoltaicos em dita região.
O sistema de compensação de energia elétrica foi criada pela Agência Nacional de Energia Elétrica (Aneel) com a publicação da resolução normativa n° 482 em 2012 qual estabelece as condições da mini- e microgeração dos centrais geradoras distribuídas. A partir de 1° Março 2016 entrou em vigor a resolução normativa 687/15 oferecendo mais incentivos para o mercado da geração distribuída.
- Estabelecimento das modalidades de autoconsumo remoto e geração compartilhada: abrindo as portas para a geração em terrenos afastados do local de consumo (mas ainda na área da mesma distribuidora) e para vizinhos que queiram participar do sistema de compensação de energia;
- Possibilidade de compensação de créditos de energia entre matrizes e filiais de grupos empresariais;
- Sistemas de geração distribuída condominiais (pessoas físicas e jurídicas)

O potencial máximo permitido na geração distribuída para o fonte solar é 5 MW. Os créditos de energia elétrica podem ser utilizados dentro do prazo de 60 meses.

#### Canadá
A central solar fotovoltaica Sarnia, próxima a Ontário, era no final de 2010 a maior do mundo, com uma capacidade instalada de 80 MWp, até que foi superada por outras na China, Índia e os Estados Unidos. Esta central cobre aproximadamente 96 hectares, e contém cerca de 1,3 milhões de módulos de capa fina. A sua geração anual de energia estima-se em 120 000 MW·h, que se fossem produzidos por uma central de carvão convencional implicariam a emissão para a atmosfera de 39 000 toneladas de CO2 a cada ano.
Muitas regiões do Canadá encontram-se escassamente povoadas e são difíceis de aceder, mas não gozam de um acesso óptimo à radiação solar devido às elevadas latitudes na maior parte do país. A tecnologia fotovoltaica usa-se a cada vez com maior frequência em aplicativos isolados, geralmente para alimentar moradias em lugares remotos, equipamentos de telecomunicações, estações de controle de oleodutos e aparelhos de navegação. O mercado canadiano tem crescido rápido nos últimos anos, e existem numerosas companhias que fabricam painéis solares, equipamentos, sistema de bombagem solar e sistemas de iluminação fotovoltaica.
Um dos usos mais importantes da energia solar fotovoltaica encontra-se nas regiões mais setentrionais do país, cujos assentamentos dependem em grande parte de instalações diesel para gerar eletricidade. Desde a segunda metade da década de 1970, o governo federal e a indústria tem apoiado o desenvolvimento de tecnologias fotovoltaicas para ditas comunidades. Alguns destes esforços centraram-se no uso de sistemas híbridos que proporcionam energia 24 horas ao dia, utilizando a energia fotovoltaica quando a radiação solar o permite, em combinação com outras formas de geração de energia.

#### Grécia
No final de setembro de 2013, a capacidade fotovoltaica total instalada na Grécia tinha atingido 2523 MW, dos que 987 MW se tinham instalado durante o período compreendido entre janeiro e setembro de 2013, apesar da grave crise financeira por que passava o país. Espera-se que a energia produzida mediante fotovoltaica cubra os 7 % do consumo grego de eletricidade em 2014.

#### Oceania
Tokelau, um arquipélago localizado no oceano Pacífico, converteu-se em 2013 no primeiro país do mundo em obter toda a eletricidade que precisa do Sol. O país é formado por cerca de 125 ilhotas que ocupam uma área de 10 km² e conta com cerca de 1500 habitantes. A situação geográfica do arquipélago faz que o uso de combustíveis fósseis seja comparativamente bem mais caro e difícil de manter que um sistema fotovoltaico.
A instalação de Tokelau é um exemplo do que já têm tomado nota outros países da Oceania. Aliás, as vizinhas Ilhas Cook e o arquipélago de Tuvalu também pretendem se abastecer completamente a partir de energias renováveis para o ano 2020.

### Evolução temporal
A seguinte tabela mostra o detalhe da potência mundial instalada, dividida por cada país, desde o ano 2002 até 2020:
| País                   | Total 2002 | Total 2003 | Total 2004 | Total 2005 | Total 2006 | Total 2007 | Total 2008 | Total 2009 | Total 2010 | Total 2011 | Total 2012 | Total 2013 | Total 2014 | Total 2015 | Total 2016 | Total 2017 | Total 2018 | Total 2019 | Total 2020 |
| ---------------------- | ---------- | ---------- | ---------- | ---------- | ---------- | ---------- | ---------- | ---------- | ---------- | ---------- | ---------- | ---------- | ---------- | ---------- | ---------- | ---------- | ---------- | ---------- | ---------- |
| Total mundial          | 2 220      | 2 798      | 3 911      | 5 340      | 6 915      | 9 443      | 15 772     | 23 210     | 39 778     | 73 745     | 104 015    | 139 523    | 176 089    | 222 213    | 296 155    | 389 411    | 488 739    | 587 134    | 713 970    |
| China                  | -          | -          | -          | -          | -          | -          | -          | -          | 893        | 3 108      | 6 719      | 17 759     | 28 399     | 43 549     | 77 809     | 130 822    | 175 287    | 204 996    | 254 355    |
| Estados Unidos         | 212,2      | 275,2      | 376        | 479        | 624        | 830,5      | 1 168,5    | 1 255,7    | 2 519      | 5 644      | 8 613      | 13 045     | 17 651     | 23 442     | 34 716     | 43 115     | 53 184     | 60 682     | 75 572     |
| Japão                  | 636,8      | 859,6      | 1 132      | 1 421,9    | 1 708,5    | 1 918,9    | 2 144      | 2 627      | 3 617      | 4 890      | 6 430      | 12 107     | 19 334     | 28 615     | 38 438     | 44 226     | 55 500     | 61 526     | 67 000     |
| Alemanha               | 278        | 431        | 1 034      | 1 926      | 2 759      | 3 835,5    | 5 340      | 9 959      | 17 320     | 25 916     | 34 077     | 36 710     | 37 900     | 39 224     | 40 679     | 42 293     | 45 158     | 49 047     | 53 783     |
| Índia                  | -          | -          | -          | -          | -          | -          | -          | -          | 189        | 566        | 982        | 1 499      | 3 673      | 5 593      | 9 879      | 18 152     | 27 353     | 35 089     | 39 211     |
| Itália                 | 22         | 26         | 30,7       | 37,5       | 50         | 120,2      | 458,3      | 1 157      | 3 502      | 13 136     | 16 790     | 18 190     | 18 600     | 18 907     | 19 289     | 19 688     | 20 114     | 20 871     | 21 600     |
| Austrália              | 39,1       | 45,6       | 52,3       | 60,6       | 70,3       | 82,5       | 104,5      | 183,6      | 504        | 2 473      | 3 799      | 4 568      | 5 287      | 5 946      | 6 689      | 7 354      | 8 627      | 13 252     | 17 627     |
| Vietname               | -          | -          | -          | -          | -          | -          | -          | -          | -          | 5          | 5          | 5          | 5          | 5          | 5          | 8          | 105        | 4 898      | 16 504     |
| Coreia do Sul          | 5,4        | 6          | 8,5        | 13,5       | 35,8       | 81,2       | 357,5      | 441,9      | 662        | 730        | 1 024      | 1 555      | 2 481      | 3 615      | 4 502      | 5 835      | 7 130      | 10 505     | 14 575     |
| Espanha                | 7          | 12         | 23         | 48         | 145        | 693        | 3354       | 3438       | 3892       | 5 432      | 6 569      | 6 994      | 7 001      | 7 008      | 7 017      | 7 027      | 7 068      | 11 277     | 14 089     |
| Reino Unido            | 4,1        | 5,9        | 8,2        | 10,9       | 14,3       | 18,1       | 22,5       | 29,6       | 72         | 1 000      | 1 753      | 2 937      | 5 528      | 9 601      | 11 914     | 12 760     | 13 073     | 13 346     | 13 563     |
| França                 | 17,2       | 21,1       | 26         | 33         | 43,9       | 75,2       | 179,7      | 335,2      | 1 025      | 3 004      | 4 359      | 5 277      | 6 034      | 7 138      | 7 702      | 8 610      | 9 691      | 10 804     | 11 733     |
| Países Baixos          | 26,3       | 45,7       | 49,2       | 50,7       | 52,2       | 52,8       | 57,2       | 67,5       | 97         | 149        | 287        | 650        | 1 007      | 1 526      | 2 135      | 2 911      | 4 608      | 7 177      | 10 213     |
| Brasil                 | -          | -          | -          | -          | -          | -          | -          | -          | 2          | 2          | 3          | 8          | 20         | 41         | 148        | 1 296      | 2 470      | 4 615      | 7 881      |
| Ucrânia                | -          | -          | -          | -          | -          | -          | -          | -          | 3          | 188        | 372        | 748        | 819        | 841        | 955        | 1 200      | 2 003      | 5 936      | 7 331      |
| Turquia                | 0,9        | 1,3        | 1,8        | 2,3        | 2,8        | 3,3        | 4          | 5          | 6          | 7          | 12         | 19         | 41         | 250        | 834        | 3 422      | 5 064      | 5 996      | 6 668      |
| África do Sul          | -          | -          | -          | -          | -          | -          | -          | -          | 40         | 6          | 11         | 262        | 1 163      | 1 352      | 2 174      | 3 447      | 4 801      | 4 905      | 5 990      |
| Taiwan                 | -          | -          | -          | -          | -          | -          | -          | -          | 32         | 130        | 231        | 410        | 636        | 884        | 1 245      | 1 768      | 2 738      | 4 150      | 5 817      |
| Bélgica                | -          | -          | -          | -          | -          | -          | -          | 574        | 803        | 1 979      | 2 647      | 2 902      | 3 015      | 3 132      | 3 329      | 3 621      | 4 000      | 4 637      | 5 646      |
| México                 | 16,2       | 17,1       | 18,2       | 18,7       | 19,7       | 20,8       | 21,8       | 25         | 31         | 39         | 60         | 82         | 116        | 173        | 389        | 674        | 2 555      | 4 440      | 5 644      |
| Polónia                | -          | -          | -          | -          | -          | -          | -          | -          | -          | 1          | 1          | 2          | 27         | 108        | 187        | 287        | 562        | 1 539      | 3 936      |
| Canadá                 | 10         | 11,8       | 13,9       | 16,7       | 20,5       | 25,8       | 32,7       | 94,6       | 200        | 497        | 766        | 1 210      | 1 843      | 2 517      | 2 661      | 2 913      | 3 100      | 3 310      | 3 325      |
| Grécia                 | -          | -          | -          | -          | -          | -          | -          | 55         | 206        | 612        | 1 536      | 2 579      | 2 596      | 2 604      | 2 604      | 2 606      | 2 652      | 2 834      | 3 247      |
| Chile                  | -          | -          | -          | -          | -          | -          | -          | -          | -          | -          | 2          | 15         | 221        | 576        | 1 125      | 1 809      | 2 236      | 2 654      | 3 205      |
| Suíça                  | 19,5       | 21         | 23,1       | 27,1       | 29,7       | 36,2       | 47,9       | 73,6       | 111        | 223        | 437        | 756        | 1 061      | 1 394      | 1 664      | 1 906      | 2 203      | 2 589      | 3 118      |
| Tailândia              | -          | -          | -          | -          | -          | -          | -          | -          | 28         | 79         | 382        | 829        | 1 304      | 1 425      | 2 451      | 2 702      | 2 967      | 2 988      | 2 988      |
| Emirados Árabes Unidos | -          | -          | -          | -          | -          | -          | -          | -          | -          | 13         | 13         | 126        | 133        | 134        | 141        | 355        | 598        | 1 918      | 2 539      |
| Áustria                | 10,3       | 16,8       | 21,1       | 24         | 25,6       | 27,7       | 32,4       | 52,6       | 103        | 174        | 337        | 626        | 785        | 937        | 1 096      | 1 269      | 1 455      | 1 702      | 2 220      |
| Chéquia                | -          | -          | -          | -          | -          | -          | -          | 463,3      | 1953       | 1 913      | 2 022      | 2 064      | 2 067      | 2 075      | 2 068      | 2 070      | 2 075      | 2 086      | 2 073      |
| Hungria                | -          | -          | -          | -          | -          | -          | -          | -          | -          | 4          | 12         | 35         | 89         | 172        | 235        | 344        | 728        | 1 400      | 1 953      |
| Egito                  | -          | -          | -          | -          | -          | -          | -          | -          | -          | 35         | 35         | 35         | 35         | 45         | 59         | 180        | 765        | 1 662      | 1 694      |
| Malásia                | -          | -          | -          | -          | 5,5        | 7          | 9          | 11         | 15         | 1          | 25         | 97         | 166        | 229        | 279        | 370        | 536        | 882        | 1 493      |
| Israel                 | -          | -          | 0,9        | 1          | 1,3        | 1,8        | 3          | 24,5       | 66         | 196        | 243        | 426        | 676        | 772        | 872        | 975        | 1 076      | 1 438      | 1 439      |
| Rússia                 | -          | -          | -          | -          | -          | -          | -          | -          | -          | -          | -          | 1          | 5          | 61         | 76         | 225        | 535        | 1 064      | 1 428      |
| Suécia                 | 3,3        | 3,6        | 3,9        | 4,2        | 4,8        | 6,2        | 7,9        | 9          | 11         | 12         | 24         | 43         | 60         | 104        | 153        | 244        | 428        | 714        | 1 417      |
| Roménia                | -          | -          | -          | -          | -          | -          | -          | -          | -          | 1          | 41         | 761        | 1 293      | 1 326      | 1 372      | 1 374      | 1 386      | 1 398      | 1 387      |
| Jordânia               | -          | -          | -          | -          | -          | -          | -          | -          | -          | -          | -          | -          | -          | 6          | 296        | 406        | 809        | 1 101      | 1 359      |
| Dinamarca              | 1,6        | 1,9        | 2,3        | 2,7        | 2,9        | 3,1        | 3,3        | 4,6        | 7,1        | 17         | 402        | 571        | 607        | 782        | 851        | 906        | 998        | 1 080      | 1 300      |
| Bulgária               | -          | -          | -          | -          | -          | -          | -          | 5,7        | 18         | 154        | 1 013      | 1 020      | 1 026      | 1 029      | 1 028      | 1 036      | 1 033      | 1 048      | 1 073      |
| Filipinas              | -          | -          | -          | -          | -          | -          | -          | -          | -          | 2          | 2          | 3          | 28         | 173        | 784        | 908        | 914        | 973        | 1 048      |
| Portugal               | 1,7        | 2,1        | 2,7        | 3          | 3,4        | 17,9       | 68         | 102,2      | 131        | 172        | 238        | 296        | 415        | 447        | 513        | 579        | 667        | 901        | 1 025      |
| Argentina              | -          | -          | -          | -          | -          | -          | -          | -          | 1          | 1          | 6          | 8          | 8          | 9          | 9          | 9          | 191        | 442        | 764        |
| Paquistão              | -          | -          | -          | -          | -          | -          | -          | -          | -          | 19         | 46         | 101        | 165        | 266        | 589        | 655        | 679        | 713        | 737        |
| Marrocos               | -          | -          | -          | -          | -          | -          | -          | -          | -          | 34         | 35         | 35         | 40         | 200        | 202        | 204        | 734        | 734        | 734        |
| Eslováquia             | -          | -          | -          | -          | -          | -          | -          | 0,2        | 145        | 496        | 513        | 533        | 533        | 533        | 533        | 528        | 472        | 590        | 593        |
| Honduras               | -          | -          | -          | -          | -          | -          | -          | -          | -          | 4          | 5          | 5          | 5          | 393        | 414        | 454        | 514        | 514        | 514        |
| Argélia                | -          | -          | -          | -          | -          | -          | -          | -          | -          | 25         | 25         | 25         | 26         | 74         | 244        | 425        | 448        | 448        | 448        |
| El Salvador            | -          | -          | -          | -          | -          | -          | -          | -          | -          | -          | -          | 13         | 15         | 26         | 28         | 126        | 206        | 391        | 429        |
| Irão                   | -          | -          | -          | -          | -          | -          | -          | -          | -          | -          | -          | 1          | 9          | 9          | 43         | 184        | 286        | 367        | 414        |
| Arábia Saudita         | -          | -          | -          | -          | -          | -          | -          | -          | -          | 3          | 14         | 22         | 24         | 24         | 24         | 34         | 84         | 409        | 409        |
| Finlândia              | -          | -          | -          | -          | -          | -          | -          | 5          | 7          | 7          | 8          | 9          | 11         | 17         | 39         | 82         | 140        | 222        | 391        |
| República Dominicana   | -          | -          | -          | -          | -          | -          | -          | -          | -          | -          | 2          | 8          | 15         | 25         | 73         | 106        | 205        | 305        | 370        |
| Peru                   | -          | -          | -          | -          | -          | -          | -          | -          | -          | 18         | 103        | 109        | 134        | 139        | 146        | 298        | 325        | 331        | 331        |
| Singapura              | -          | -          | -          | -          | -          | -          | -          | -          | -          | 5          | 8          | 12         | 25         | 46         | 97         | 116        | 160        | 272        | 329        |
| Bangladesh             | -          | -          | -          | -          | -          | -          | -          | -          | -          | 43         | 66         | 94         | 119        | 145        | 161        | 185        | 201        | 255        | 301        |
| Eslovênia              | -          | -          | -          | -          | -          | -          | -          | 9          | 36         | 57         | 142        | 187        | 223        | 238        | 233        | 247        | 247        | 264        | 267        |
| Uruguai                | -          | -          | -          | -          | -          | -          | -          | -          | -          | -          | 1          | 2          | 4          | 65         | 89         | 243        | 248        | 254        | 256        |

### Previsão a longo prazo
Estima-se que a potência fotovoltaica instalada cresceria uns 55 GWp em 2015. Espera-se que a China tome a liderança frente à Alemanha para tornar-se no maior produtor de energia fotovoltaica durante 2016. Para 2019, estima-se que a potência total alcançará 396 GWp (cenário moderado) ou até 540 GWp (cenário otimista). A EPIA também calcula que a energia fotovoltaica cobrirá entre 10 e 15 % da procura na Europa em 2030.
Um relatório conjunto da EPIA e Greenpeace publicado em 2010 mostra que para o ano 2030, um total de 1845 GWp fotovoltaicos poderiam gerar aproximadamente 2646 TWh/ano de eletricidade em todo mundo. Combinado com medidas de eficiência energética, este valor representaria cobrir o consumo de quase 10 % da população mundial. Para o ano 2050, estima-se que mais de 20 % da eletricidade mundial poderia ser coberto pela energia fotovoltaica.
Até ao final de 2017 as centrais solares de todo o mundo já terão uma capacidade praticamente igual às nucleares, pois a energia solar fotovoltaica deve atingir uma capacidade de 390 gigawatts a nível mundial, quando a capacidade nuclear está fixada em 391,5 gigawatts. A China, que está a apostar em força nas renováveis, lidera esta inversão da tendência. Apenas em 2017 estima-se que a capacidade das centrais solares cresça 81 gigawatts. E, em 2022, deverá chegar aos 871 gigawatts.

## Centrais fotovoltaicas de conexão à rede

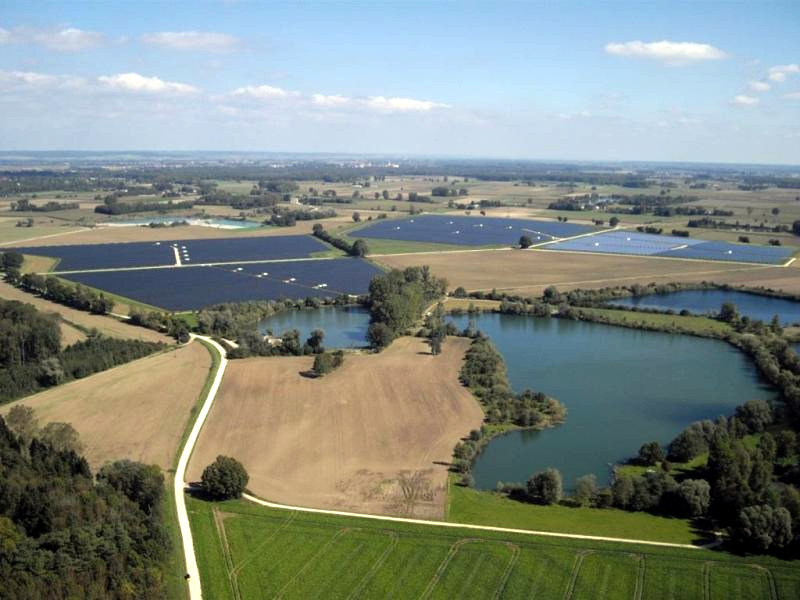
Parque solar Lauingen Energy Park, de 25,7 MW em Suábia (Baviera, Alemanha)

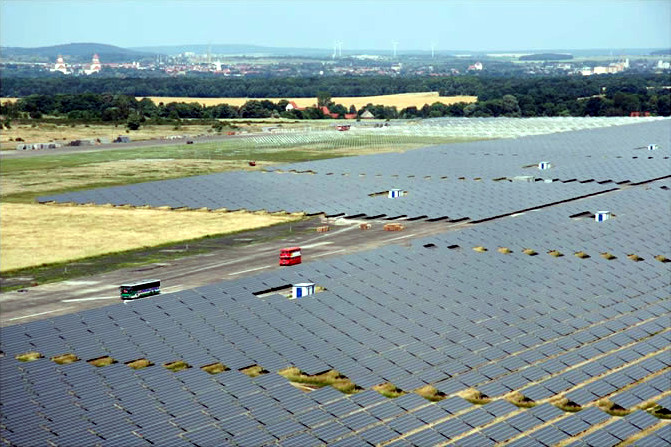
Parque solar em Waldpolenz, Alemanha

Na Europa e no resto do mundo construíram-se um grande número de centrais fotovoltaicas a grande escala. Em fevereiro de 2015, as centrais fotovoltaicas maiores do mundo eram, de acordo a sua capacidade de produção:
| Projeto                            | País           | Potência | Ano       |
| ---------------------------------- | -------------- | -------- | --------- |
| Solar Star                         | Estados Unidos | 579 MWp  | 2015      |
| Desert Sunlight Solar Farm         | Estados Unidos | 550 MWp  | 2015      |
| Topaz Solar Farm                   | Estados Unidos | 550 MWp  | 2014      |
| Longyangxia Hydro-solar PV Station | China          | 480 MWp  | 2013-2015 |
| Cestas Solar Power Plant           | França         | 300 MWp  | 2015      |
| Agua Caliente Solar Project        | Estados Unidos | 290 MWp  | 2012      |
| California Valley Solar Ranch      | Estados Unidos | 250 MWp  | 2013      |
| Antelope Valley Solar              | Estados Unidos | 230 MWp  | 2015      |
| Charanka Solar Park                | Índia          | 214 MWp  | 2012      |
| Mount Signal Solar                 | Estados Unidos | 206 MWp  | 2014      |
| Gonghe Industrial Park Phase I     | China          | 200 MWp  | 2013      |
| Golmud Solar Park                  | China          | 200 MWp  | 2011      |
| Centinela Solar                    | Estados Unidos | 170 MWp  | 2014      |
| Solarpark Senftenberg/Schipkau     | Alemanha       | 168 MWp  | 2011      |
| Solarpark Neuhardenberg            | Alemanha       | 156 MWp  | 2012-2015 |
| Neemuch PV power plant             | Índia          | 151 MWp  | 2014      |
| Copper Mountain II Solar Facility  | Estados Unidos | 150 MWp  | 2013-2015 |
| Mesquite Solar I                   | Estados Unidos | 150 MWp  | 2011-2012 |

Em meados de 2015, a maior central solar fotovoltaica do mundo, Solar Star, tem uma potência de 579 MWp e encontra-se na Califórnia (Estados Unidos). As centrais Topaz Solar Farm e Desert Sunlight Solar Farm em Riverside County, também na Califórnia, tem uma potência de 550 MWp. O projeto Blythe Solar Power consiste numa central fotovoltaica de 500 MWp, situada igualmente em Riverside County, cuja construção está prevista proximamente.
Há outras muitas centrais de grande escala em construção. O McCoy Solar Energy Project, nos Estados Unidos, terá uma potência de 750 MWp uma vez completado. Nos últimos anos, propôs-se a construção de várias centrais de potências superiores aos 1000 MWp em diferentes lugares do mundo. A central Quaid-e-Azam Solar Park, situada no Paquistão e cuja primeira fase já se encontra operativa com 100 MWp, tem previsto ampliar a sua capacidade até os 1500 MWp. Os Emirados Árabes Unidos planeiam também a construção de uma central de 1000 MW. O Ordos Solar Project, situado na China, atingirá os 2000 MWp. O projeto Westlands Solar Park tem uma capacidade prevista de 2700 MWp, a ser completado em várias fases.
Relativo a instalações sobre telhados, em junho de 2008 a General Motors anunciou a construção da que até hoje segue sendo a maior central de energia fotovoltaica em telhados em Figueruelas (Saragoça), com uma superfície de 183 000 metros quadrados, conta com 11,8 MWp de potência.
Condomínios solares são usinas fotovoltaicas com geração compartilhada oferecendo uma solução de poder aproveitar energia solar para quem não possui acesso ao telhado. Desde 1º de Março 2016 a resolução normativa 687/15 da ANEEL estabeleceu a modalidade de condomínio solar no Brasil. Por conta da economía de escala, a maior radiação solar no local da usina e o uso de rastreamento solar, essa modalidade oferece uma eficiência econômica elevada.

## Autoconsumo e balanço

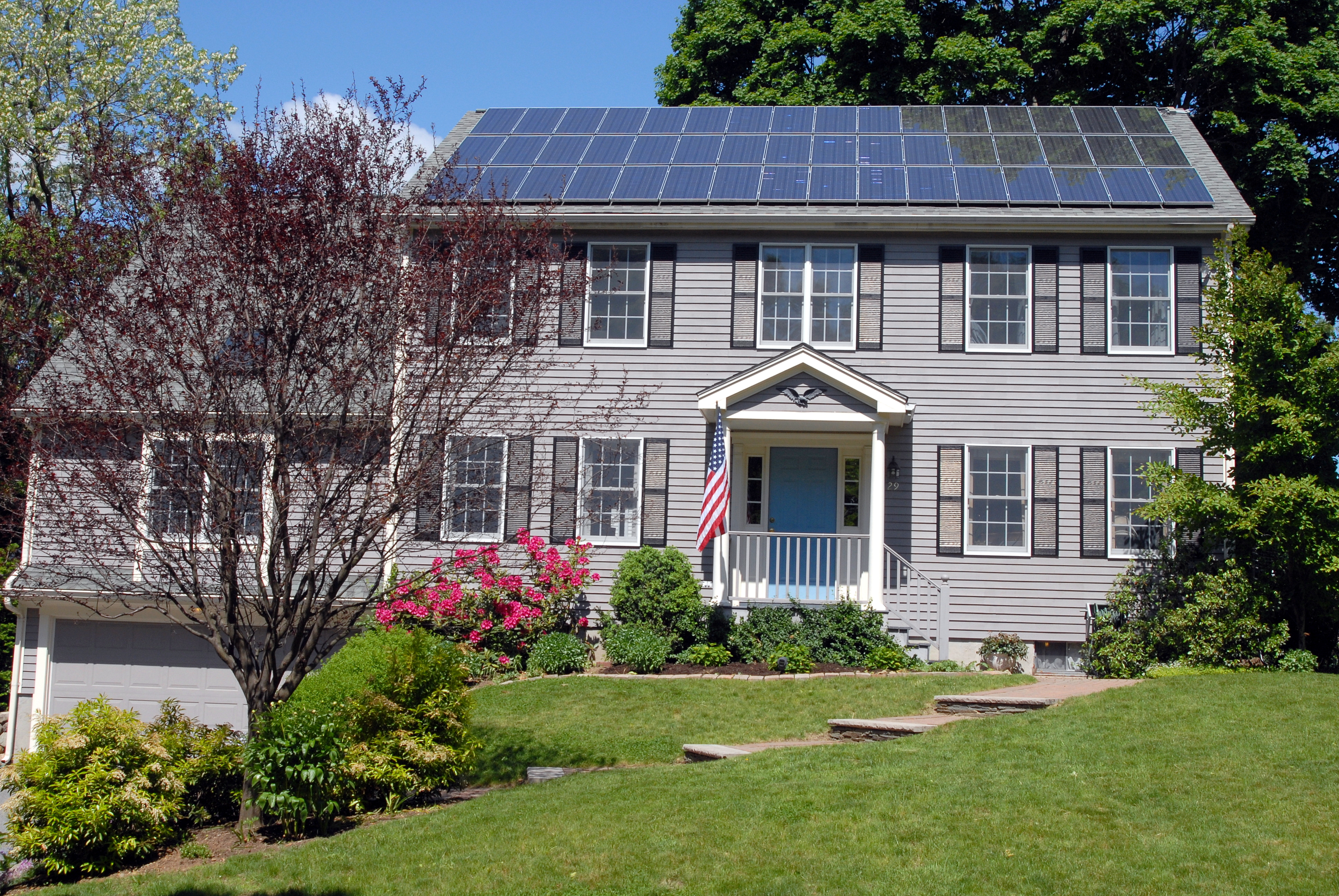
Instalação fotovoltaica sobre telhado numa residência de Boston (Massachusetts, Estados Unidos).

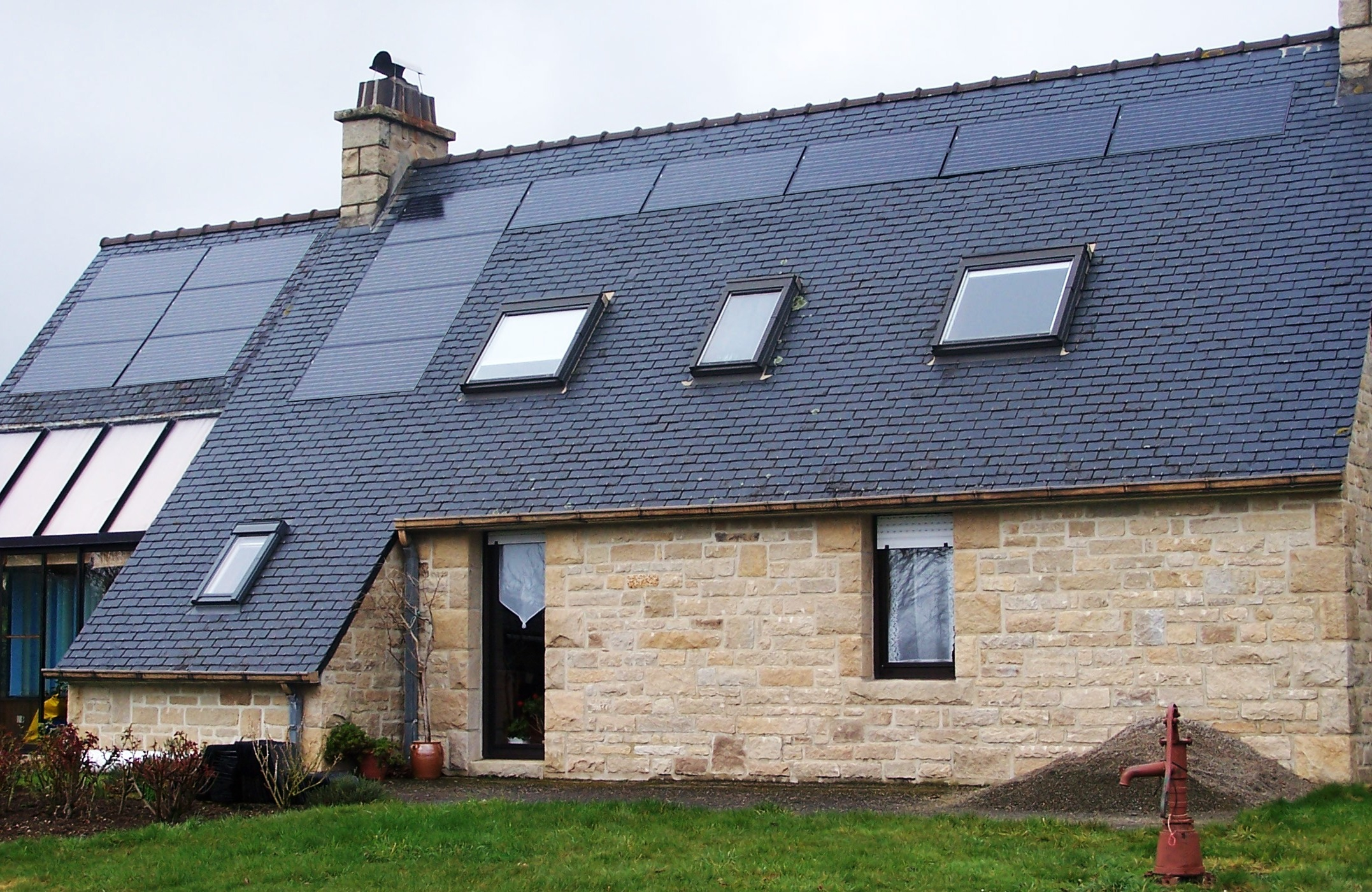
Exemplo de integração da energia solar fotovoltaica sobre o telhado de uma moradia.

O autoconsumo fotovoltaico consiste na produção individual a pequena escala de eletricidade para o próprio consumo, através de painéis fotovoltaicos. Isso se pode complementar com o balanço neto. Este esquema de produção, que permite compensar o consumo elétrico mediante o gerado por uma instalação fotovoltaica em momentos de menor consumo, já tem sido implantado com sucesso em muitos países. Foi proposto na Espanha pela Associação da Indústria Fotovoltaica (ASIF) para promover a eletricidade renovável sem necessidade de apoio económico adicional, e esteve em fase de projeto pelo IDAE. Posteriormente recolheu-se no Plano de Energias Renováveis 2011-2020, mas ainda não tem sido regulado.
No entanto, nos últimos anos, devido ao crescente auge de pequenas instalações de energia renovável, o autoconsumo com balanço neto tem começado a ser regulado em diversos países do mundo, sendo uma realidade em países como Alemanha, Itália, Dinamarca, Japão, Austrália, Estados Unidos, Canadá e México, entre outros.
Entre as vantagens do autoconsumo com respeito ao consumo da rede encontram-se as seguintes:
- Com a descida do preço dos sistemas de autoconsumo e o encarecimento das tarifas elétricas, a cada vez é mais rentável que um mesmo produza a sua própria eletricidade.[266]
- Reduz-se a dependência das companhias elétricas.
- Os sistemas de autoconsumo fotovoltaicos utilizam a energia solar, uma fonte gratuita, inesgotável, limpa e respeitosa com o meio ambiente.
- Gera-se um sistema distribuído de geração elétrica que reduz a necessidade de investir em novas redes e reduz as perdas de energia pelo transporte da eletricidade através da rede.[267]
- Reduz-se a dependência energética do país com o exterior.
- Evitam-se problemas para abastecer toda a demanda em horário de pico, conhecidos pelos cortes de eletricidade e subidas de tensão.
- Minimiza-se o impacto das instalações elétricas em seu meio.

No caso do autoconsumo fotovoltaico, o tempo de retorno do investimento calcula-se em base a quantidade de eletricidade que se deixa de consumir da rede, devido ao uso de painéis fotovoltaicos.
Por exemplo, na Alemanha, com preços da eletricidade em 0,25 €/kWh e uma irradiação de 900 kWh/kWp, uma instalação de 1 kWp poupa cerca de 225 € ao ano, o que com os custos de instalação de 1700 €/kWp significa que o sistema se amortizará em menos de 7 anos. Este valor é ainda menor em países como Espanha, com uma irradiação superior à existente no norte do continente europeu.

## Eficiência e custos

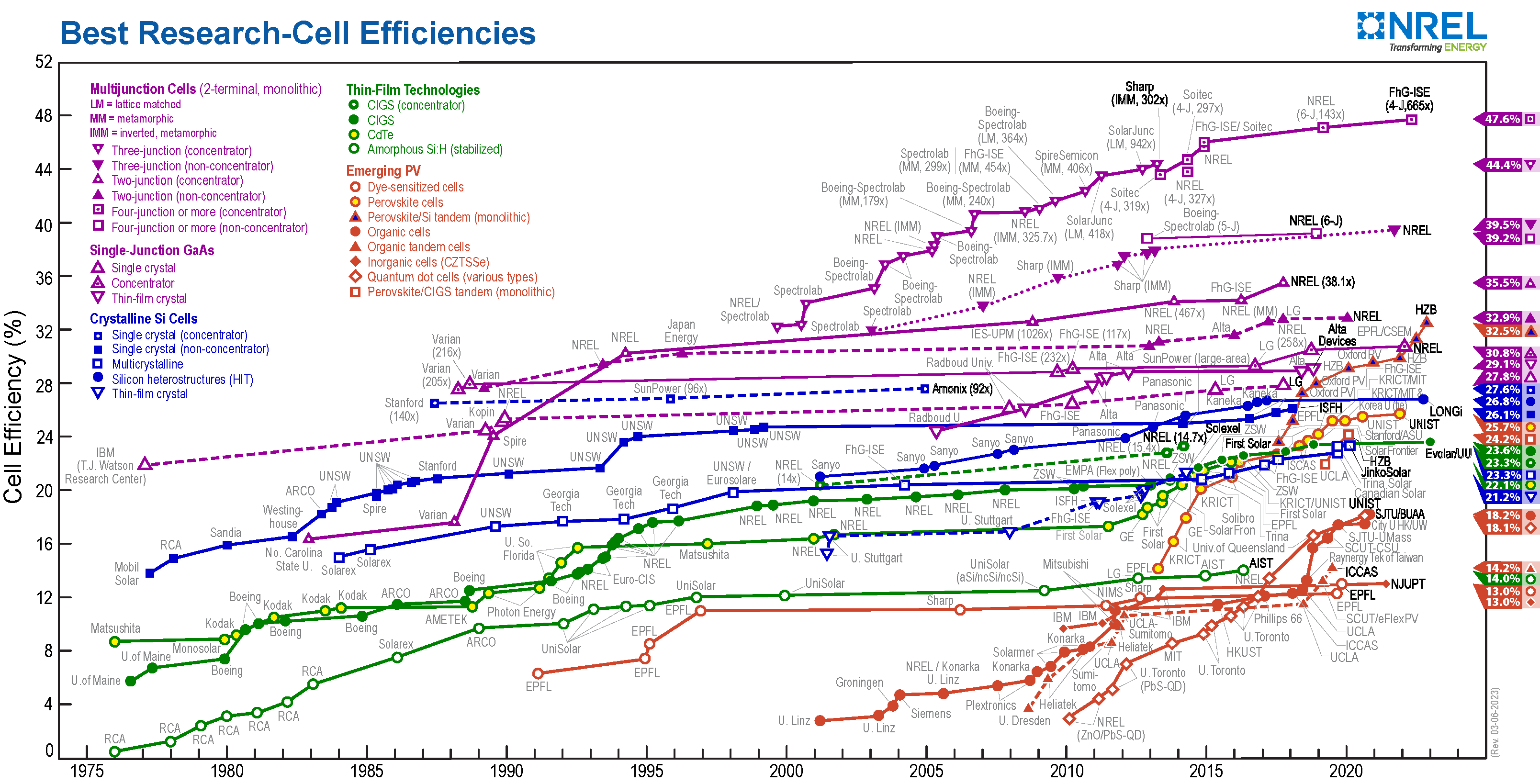
Cronologia das eficiências de conversão conseguidas em células solares fotovoltaicas (fonte: National Renewable Energy Laboratory dos Estados Unidos)

Evolução do preço das células fotovoltaicas de silício cristalino (em $/Wp) entre 1977 e 2015 (fonte: Bloomberg New Energy Finance)

As eficiências das células solares variam entre 6 % daquelas baseadas em silício amorfo até 46 % das células multiunião. As eficiências de conversão das células solares que se utilizam nos módulos fotovoltaicos comerciais (de silício monocristalino ou policristalino) se encontram em torno de 14-22 %.
O custo das células solares de silício cristalino tem descido desde 76,67 $/Wp em 1977 até aproximadamente 0,36 $/Wp em 2014. Esta tendência segue a chamada "lei de Swanson", uma previsão similar à conhecida Lei de Moore, que estabelece que os preços dos módulos solares descem cerca de 20 % a cada vez que se duplica a capacidade da indústria fotovoltaica.
Em 2014, o preço dos módulos solares tinha-se reduzido em 80 % desde o verão de 2008, colocando a energia solar pela primeira vez numa posição vantajosa com respeito ao preço da eletricidade paga pelo consumidor num bom número de regiões soalheiras. Neste sentido, o custo médio de geração elétrica da energia solar fotovoltaica é já competitivo com o das fontes convencionais de energia numa crescente lista de países, particularmente quando se considera a hora de geração de dita energia, já que a eletricidade é usualmente mais cara durante o dia. Produziu-se uma dura concorrência na corrente de produção, e assim esperam-se maiores quedas do custo da energia fotovoltaica nos próximos anos, o que supõe uma crescente ameaça ao domínio das fontes de geração baseadas nas energias fósseis. Conforme passa o tempo, as tecnologias de geração renovável são geralmente mais baratas, enquanto as energias fósseis tornam-se mais caras:
Quanto mais desce o custo da energia solar fotovoltaica, mais favoravelmente compete com as fontes de energia convencionais, e mais atractiva é para los usuários de eletricidade em todo o mundo. A fotovoltaica em pequena escala pode utilizar-se na Califórnia a preços de $100/MWh ($0,10/kWh) por um valor inferior da maioria de outros tipos de geração, inclusive aqueles que funcionam mediante gás natural de baixo custo. Menores custos nos módulos fotovoltaicos também supõem um estímulo na procura de consumidores particulares, para os que o custo da fotovoltaica se compara já favoravelmente aos preços finais da energia elétrica convencional.
Em 2011, o custo da fotovoltaica tinha caído bastante baixo do da energia nuclear, e espera-se que siga caindo:}}

Para instalações a grande escala, já se alcançou preços abaixo de 1 $/Watt. Por exemplo, em abril de 2012 publicou-se um preço de módulos fotovoltaicos a 0,60 Euros/Watt (0,78$/Watt) num acordo fixo de 5 anos.
Em algumas regiões, a energia fotovoltaica tem atingido a paridade de rede, que se define quando os custos de produção fotovoltaica se encontram ao mesmo nível, ou abaixo, dos preços de eletricidade que paga o consumidor final (ainda que na maior parte das ocasiões ainda acima dos custos de geração nas centrais do carvão ou a gás, sem contar com a distribuição e outros custos induzidos). A energia fotovoltaica gera-se durante um período do dia muito próximo ao pico da procura (precede-o) em sistemas elétricos que fazem grande uso do ar condicionado. Mas geralmente, é evidente que, com um preço de carvão de 50 $/tonelada, que eleva o preço das centrais de carvão a 5 cent./kWh, a energia fotovoltaica será competitiva na maior parte dos países. O preço em baixa nos módulos fotovoltaicos refletiu-se rapidamente num crescente número de instalações, acumulando em todo 2011 uns 23 GWp instalados nesse ano. Ainda que se espera certa consolidação em 2012, devido a recordes no apoio económico nos importantes mercados da Alemanha e Itália, o forte crescimento muito provavelmente continuará durante o resto da década. De facto, já num estudo se mencionava que o investimento total em energias renováveis em 2011 tinha superado os investimentos na geração eléctrica baseada no carvão.
A tendência é que os preços diminuam ainda mais com o tempo uma vez que os componentes fotovoltaicos têm entrado numa clara e direta fase industrial. No final de 2012, o preço médio dos módulos fotovoltaicos tinha caído a 0,50 $/Wp, e as previsões apontam que o seu preço seguirá se reduzindo até os 0,36 $/Wp em 2017.
Em 2015, o Instituto alemão Fraunhofer especializado em energia solar (ISE) realizou um estudo que concluía que a maioria das previsões previstas para o desenvolvimento da energia solar desvalorizam a importância da fotovoltaica. O estudo realizado pelo instituto Fraunhofer estimava que o custo normalizado (LCOE) da energia solar fotovoltaica para centrais de conexão à rede situar-se-á a longo prazo entre 0,02 e 0,04 €/kWh, níveis inferiores aos das fontes de energia convencionais.

### Energia fotovoltaica de capa fina ouThin filme

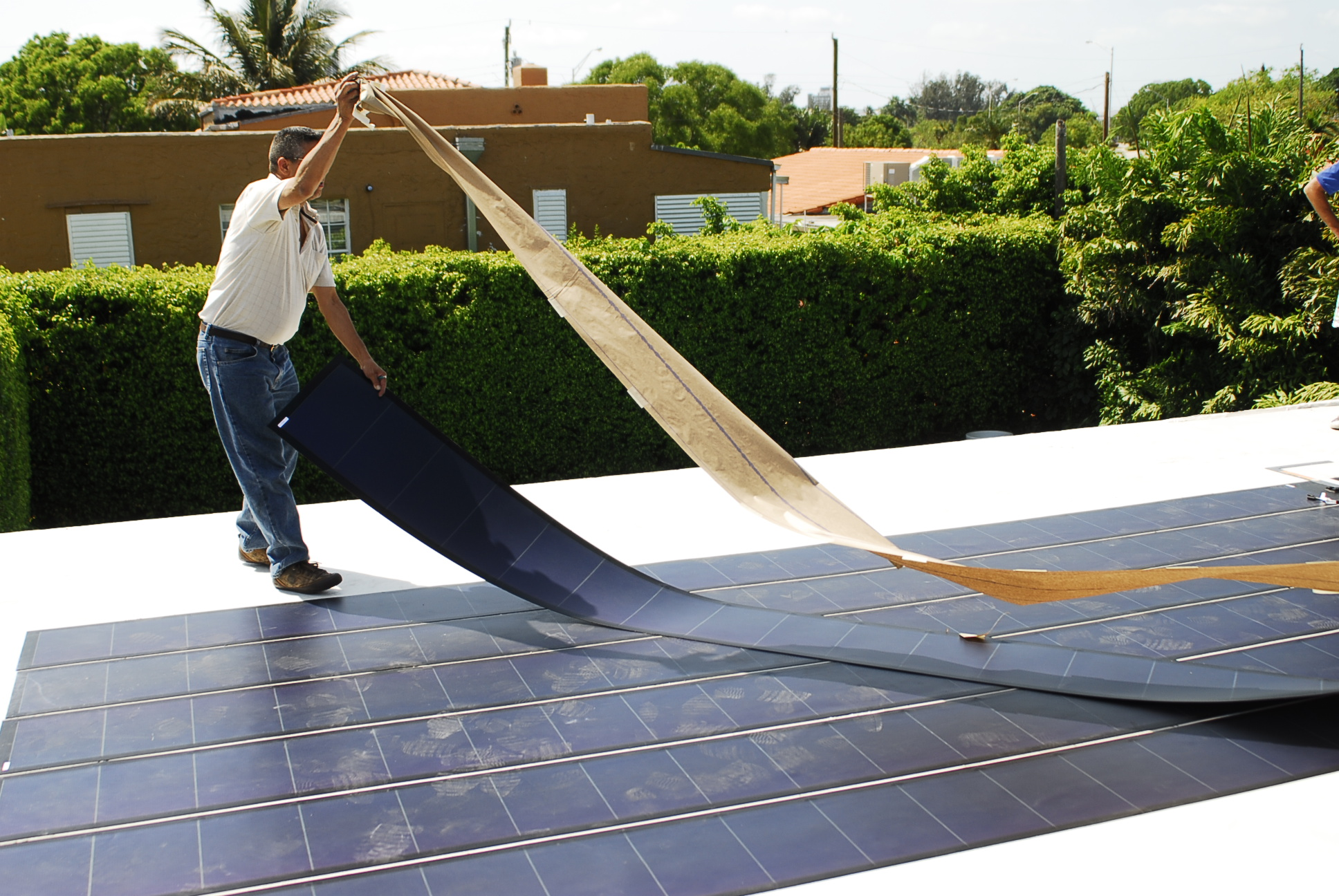
Laminados fotovoltaicos de capa fina sendo instalados sobre um telhado.

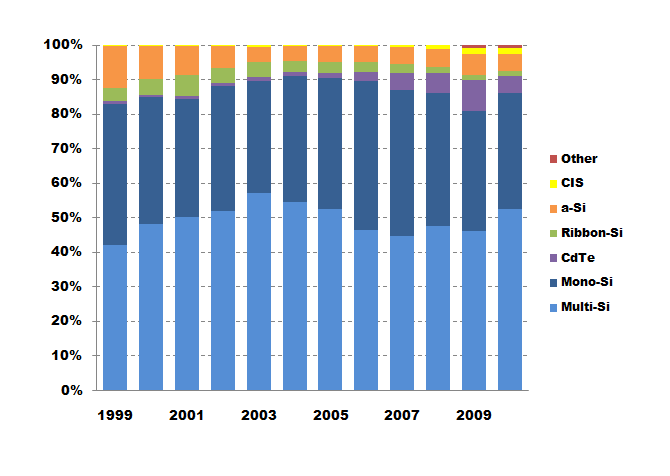
Quota de mercado das diferentes tecnologias fotovoltaicas: Observa-se a predominância das células de silício. Em 2010, a quota da tecnologia de capa fina caiu um 30 % devido ao crescimento das mais eficientes tecnologias de silício gracioso e policristalinas que dominam o mercado (estão representadas em azul claro e intenso).

Uma alternativa de baixo custo às células de silício cristalino é a energia fotovoltaica de capa ou filme fino que está baseada nas células solares de terceira geração. Consistem numa célula solar que se fabrica mediante o depósito de uma ou mais capas finas (filme fino) de material fotovoltaico num substrato.
As células solares de filme fino costumam classificar-se segundo o material fotovoltaico utilizado:
- Silício amorfo (a-Se) e outros silícios de filme fino (TF-Si)
- Telureto de cádmio (CdTe)
- Disseleneto de cobre índio e gálio (CIS ou CIGS)
- Células solares sensibilizadas por corante (DSSC – Dye Sensitized Solar Cells) e outras células solares orgânicas (célula eletroquímica).

A Conferência Internacional Energia Solar de Baixo Custo de Sevilla, realizada em fevereiro de 2009, foi o primeiro escaparate em Espanha das mesmas. Esta tecnologia causou grandes expetativas nos seus inícios. No entanto, a forte queda no preço das células e os módulos de silício policristalino desde os finais de 2011 tem provocado que alguns fabricantes de capa fina se tenham visto obrigados a abandonar o mercado, enquanto outros têm visto muito reduzidos os seus benefícios.

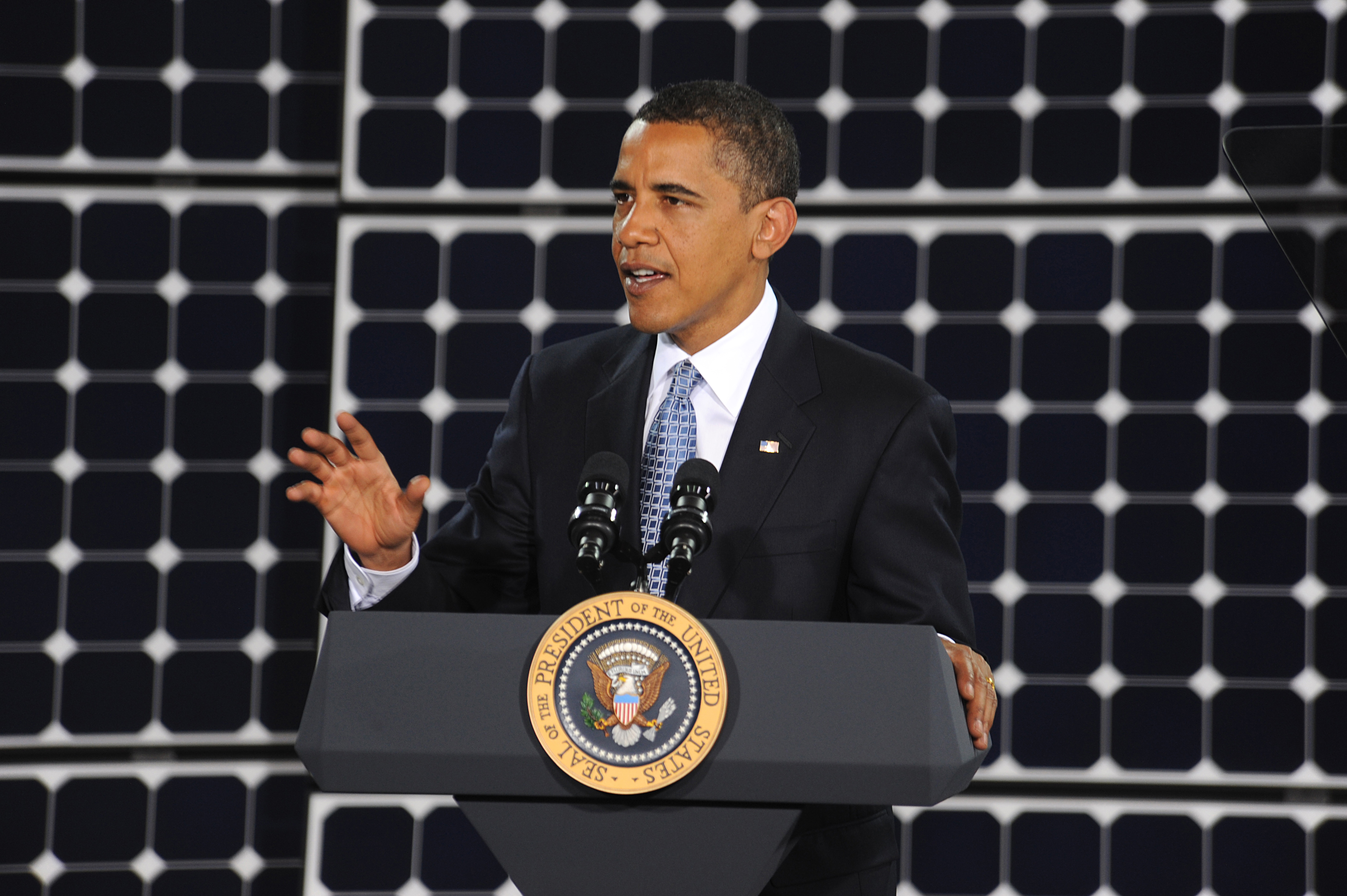
O Presidente dos Estados Unidos Barack Obama pronuncia um discurso durante a inauguração de uma central solar fotovoltaica, em maio de 2009.

## Benefício meio ambiental
A quantidade de energia solar que atinge à superfície terrestre é enorme, cerca de 122 petawatts (PW), e equivale a quase 10 000 vezes mais que os 13 TW consumidos pela humanidade em 2005. Esta abundância sugere que não passará muito tempo antes de que a energia solar se converta na principal fonte de energia da humanidade. Adicionalmente, a geração elétrica mediante fotovoltaica apresenta a maior densidade energética (uma média global de 170 W/m²) de todas as energias renováveis.
A diferença das tecnologias de geração de energia baseadas em combustíveis fósseis, a energia solar fotovoltaica não produz nenhum tipo de emissões nocivas durante o seu funcionamento, ainda que a produção dos painéis fotovoltaicos apresenta também um verdadeiro impacto ambiental. Os resíduos finais gerados durante a fase de produção dos componentes, bem como as emissões das fábricas, podem gerir-se mediante controles de contaminação já existentes. Durante os últimos anos também se desenvolveram tecnologias de reciclagem para gerir os diferentes elementos fotovoltaicos ao finalizar sua vida útil, e se estão a levar a cabo programas para incrementar o reciclagem entre os produtores fotovoltaicos.

### Emissões de gases de efeito estufa
As emissões de gases de efeito estufa ao longo do ciclo de vida para a fotovoltaica são próximas aos 46 g/kWh, podendo reduzir-se inclusive até 15 g/kWh num futuro próximo.
Em comparação, um central de gás de ciclo combinado emite entre 400-599 g/kWh, um central de gasolina 893 g/kWh, uma central de carvão 915-994 g/kWh ou com tecnologia de captura de carbono cerca de 200 g/kWh (excluindo as emissões durante a extracção e o transporte de carvão), e uma central de energia geotérmica de alta temperatura, entre 91-122 g/kWh. A intensidade das emissões para o ciclo de vida da energia hidráulica, eólica e a energia nuclear é menor que a da energia fotovoltaica, segundo os dados publicados pelo IPCC em 2011.
Da mesma maneira que todas as fontes de energia cujas emissões dependem principalmente das fases de construção e transporte, a transição para uma economia de baixo carbono poderia reduzir ainda mais as emissões de dióxido de carbono durante a fabricação dos dispositivos solares.
Um sistema fotovoltaico de 1 kW de potência poupa a combustão de aproximadamente 77 kg (170 libras) de carvão, evita a emissão à atmosfera de 136 kg (300 libras) de dióxido de carbono, e poupa mensalmente o uso de aproximadamente 400 litros (105 galões) de água.

### Reciclagem de módulos fotovoltaicos
Uma instalação fotovoltaica pode operar durante 30 anos ou mais com escassa manutenção ou intervenção depois da sua instalação em funcionamento, pelo que depois do custo de investimento inicial necessário para construir uma instalação fotovoltaica, seus custos de operação são muito baixos em comparação com o resto das fontes energéticas existentes. Ao finalizar a sua vida útil, a maior parte dos painéis fotovoltaicos pode ser tratada. Graças às inovações tecnológicas que se desenvolveram nos últimos anos, pode-se recuperar até 95 % de certos materiais semicondutores e o vidro, bem como grandes quantidades de metais ferrosos e não ferrosos utilizados nos módulos. Algumas empresas privadas e organizações sem fins de lucrativos, como por exemplo PV CYCLE na União Europeia, estão a trabalhar nas operações de recolha e reciclagem de painéis no final da sua vida útil.
Duas das soluções de reciclagem mais comuns são:
- Painéis de silício: As barras de alumínio e as caixas de conexão são desmantelados manualmente no inicio do processo. O painel tritura-se e as diferentes fracções separam-se: vidro, plásticos e metais.[309] É possível recuperar mais de 80 % do peso inicial e, por exemplo, o cristal misto extraído é facilmente aceite pelas indústrias da fibra de vidro e do isolamento.[310] Este processo pode ser realizado pelos recicladores de vidro plano já que a morfologia e composição de um painel fotovoltaico é similar ao cristal plano utilizado na indústria da construção e do automóvel.
- Painéis de outros materiais: Hoje em dia conta-se com tecnologias específicas para o reciclagem de painéis fotovoltaicos que não contêm silício, algumas técnicas utilizam banhos químicos para separar os diferentes materiais semicondutores.[311] Para os painéis de telureto de cádmio, o processo de reciclagem começa por esmagar o módulo e, posteriormente, separar as diferentes partes. Este processo de reciclagem está desenhado para recuperar até 90 % do vidro e 95 % dos materiais semicondutores.[312] Nos últimos anos, algumas empresas privadas têm posto em funcionamento instalações de reciclagem à escala comercial.[313]